# Horní Slezsko
Horní Slezsko (slezsky Gůrny Ślůnsk nebo Gōrny Ślōnsk, slezskoněmecky Aeberschläsing, německy Oberschlesien, polsky Górny Śląsk, latinsky Silesia Superior) je jihovýchodní část Slezska, jedna ze dvou – vedle Dolního Slezska – hlavních oblastí, na něž se tato historická země ve Střední Evropě tradičně dělí.
Termín Silesia Superior se poprvé objevuje v psaných pramenech na sklonku 15. století. Jednalo se o území na východ od Slezské přeseky, která tvořila přirozenou hranici mezi Opolským a Vratislavským knížectvím. V současnosti se při určení hranic Horního Slezska vychází především z podoby vládního obvodu Opolí v pruské provincii Slezsko a pozdější provincie Horní Slezsko. K Hornímu Slezsku patří také Těšínsko a další území bývalého Rakouského Slezska, ale vzhledem k odlišné identitě obyvatel a jinému průběhu moderních dějin ne vždy jsou k němu započítávány. Většina regionu, který má celkovou rozlohu 20 373 km² (srovnatelnou se Slovinskem) a více než 5 milionů obyvatel, je od konce druhé světové války součástí Polska (ve Slezském a Opolském vojvodství), menší jihozápadní část naopak leží v České republice (v Moravskoslezském a podle některých definic i Olomouckém kraji).
Historickými metropolemi jsou Opolí, Ratiboř, Opava a Těšín, největším městem v současnosti Katovice a nejlidnatější oblastí katovická konurbace spolu s Rybnickým uhelným okruhem. V Horním Slezsku leží též některé městské části Ostravy a podstatná část ostravské aglomerace. Značná část regionu je poznamenána těžbou černého uhlí (viz Hornoslezská pánev) a s ní související industrializací a urbanizací v 19. a 20. století, avšak patří k němu také zemědělské Opolsko či pohorské oblasti Beskyd a Jeseníků.
Etnická a jazyková problematika Horního Slezska je velmi složitá, a to vzhledem k přítomnosti stotisícové německé menšiny v Polsku (viz též dvojjazyčnost Horního Slezska) a polské menšiny v Česku, požadavkům na autonomii polské části regionu, slezské národnosti, k níž se v roce 2021 hlásilo přes půl milionu Hornoslezanů (celkem má Horní Slezsko 5 milionů obyvatel, takže téměř 12 % obyvatel Horního Slezska uvedlo svou národnost jako slezskou), a snahám o kodifikaci spisovné slezštiny, jejíž status polského dialektu nebo samostatného západoslovanského jazyka je sporný. Ve 20. století bylo Horní Slezsko předmětem několika územních sporů (viz československo-polský spor o Těšínsko, hornoslezská povstání, hornoslezský plebiscit, Hlučínsko).

## Geografie

### Hranice

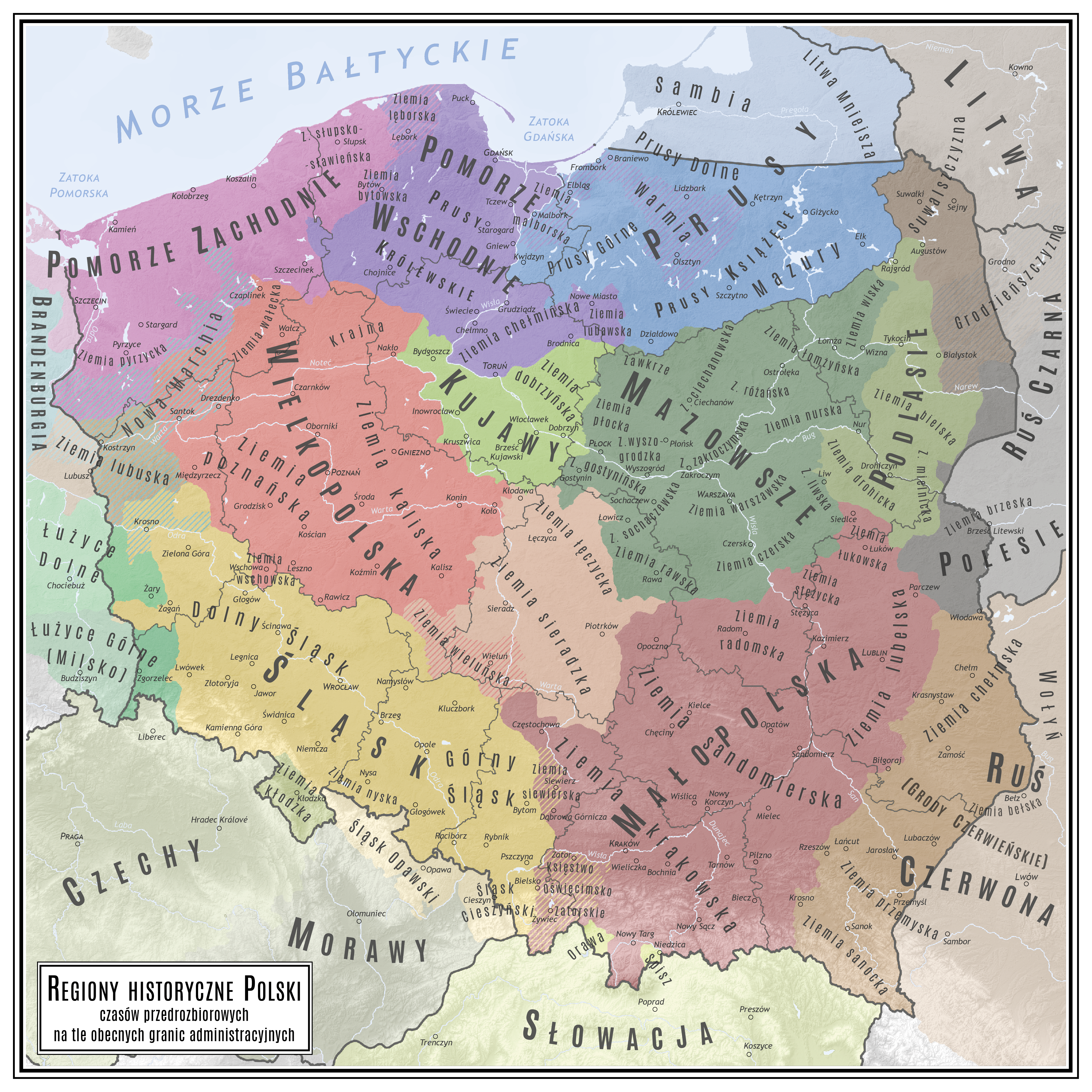
Horní Slezsko, Slezsko a další historické země Polska na pozadí moderních správních hranic

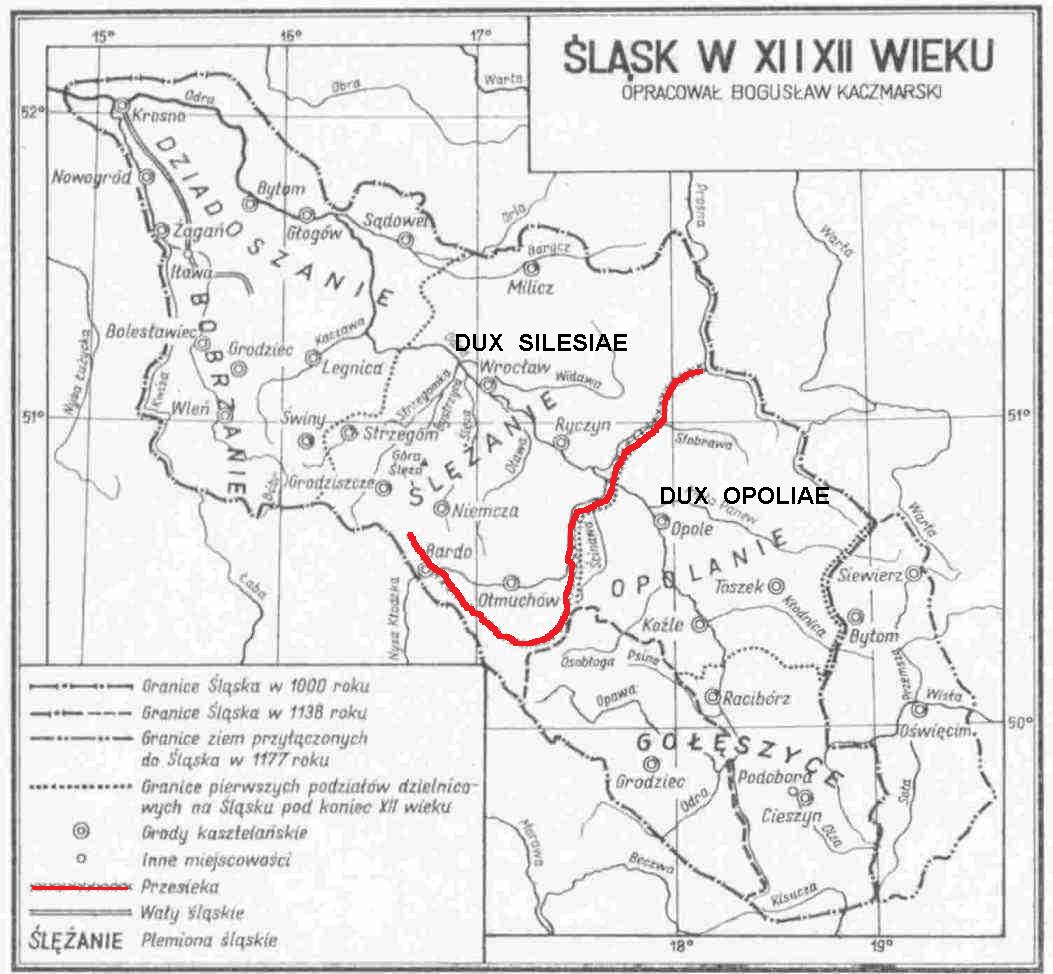
Slezská přeseka na mapě středověkého Slezska

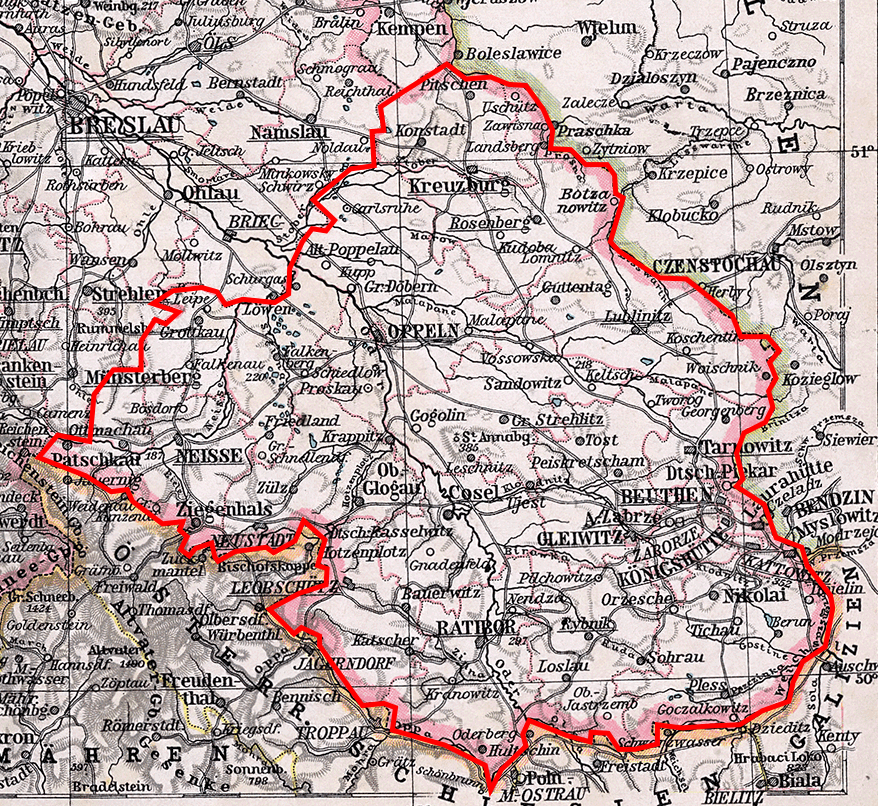
Pruský vládní obvod Opolí

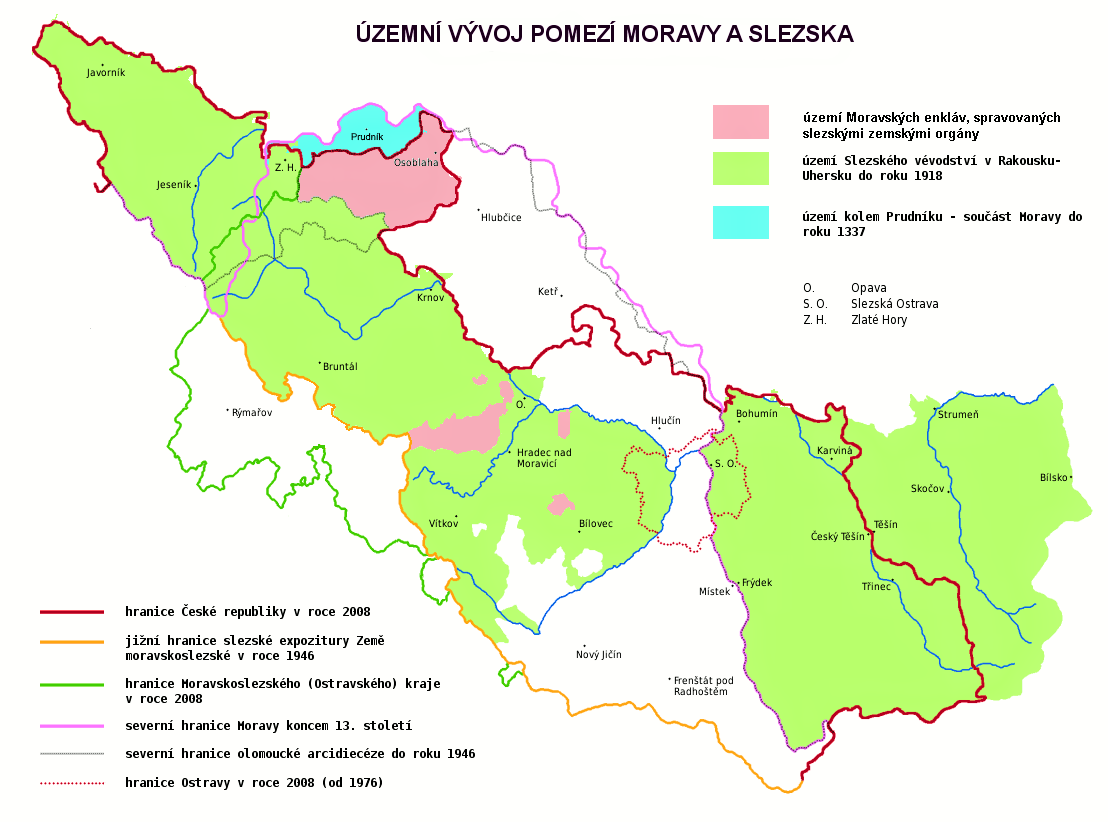
Územní vývoj pomezí Moravy a Slezska

Slezsko se tradičně dělí na „Dolní“ a „Horní“ podle relativní polohy ve vztahu k Odře: Horním Slezskem se myslí jihovýchodní část země na horním toku řeky, Dolním severozápadní, která leží dále od pramene (byť se jedná o střední, nikoli dolní tok). Termín Silesia Superior (Horní Slezsko) se v historických pramenech začíná objevovat na sklonku 15. století, pak byl k němu per analogiam vytvořen pojem Silesia Inferior (Dolní Slezsko). Oddělovala je Slezská přeseka – pás neprostupných lesů táhnoucích se podél Kladské Nisy a Stobravy, který představoval přirozenou hranici mezi kmenovými územími Opolanů a Slenzanů, později mezi Opolským a Vratislavským knížectvím. V novějších dobách toto rozdělení zpečetily kulturní odlišnosti. Dolní Slezsko bylo převážně německé a protestantské, Horní Slezsko etnicky smíšené a spíše katolické. Po druhé světové válce prošlo Dolní Slezsko výměnou populace a úplnou polonizací, Horní Slezsko si naopak zachovalo mnohokulturní ráz.
Moderní průběh hranice mezi Dolním a Horním Slezskem je diskutabilní. V hornoslezských regionalistických kruzích se nejčastěji Horní Slezsko definuje jako území bývalého pruského vládního obvodu Opolí spolu s celým bývalým Rakouským Slezskem. Západní hranice je tak v úseku mezi česko-polskou hranicí u Bílé Vody a obcí Młodoszowice totožná se západní hranicí Opolského vojvodství (vyjma šesti vsí u Grodkówa), následně se zhruba překrývá s průběhem dálnice A4 a od obce Michałów vede s několika drobnými odchylkami tokem Kladské Nisy a Stobravy až do obce Zawiść, odkud kopíruje hranici mezi okresy Namysłów a Kluczbork. Niské knížectví včetně Jesenicka a také oblast na sever od Kluczborku (součást Břežského knížectví) se však původně řadily k Dolnímu Slezsku a kulturně-společensky s ním vykazují mnoho společných rysů (např. výměna populace po roce 1945). Vynecháme-li je, pak se západní hranice Horního Slezska posune poblíž soudobé hranice mezi Moravskoslezským a Olomouckým krajem (bez vsi Heřmanovice a městských částí Mnichov a Železná), následně povede západně od Prudníku, tokem řeky Ścinawa Niemodlińska mezi Mieszkowicemi a Korfantówem, kolem Łambinowic a napojí se na Kladskou Nisu u Kopic. Na severu vede tokem Stobravy (vynechávajíc celý Kluczbork) až do obce Brzezinka a potom soudobou hranicí mezi okresy Kluczbork a Olesno.
Severní hranici Horního Slezska, za níž se rozkládá Velkopolsko, tvoří řeka Prosna. Ve Slezském vojvodství je zemská hranice dodnes silně zakotvena v povědomí obyvatel, neboť odděluje autochtonní Slezany od „vlastního Polska“. Vede východní hranicí okresu Lubliniec, potom ji tvoří řeka Brynica (s jednou odchylkou u Siemianowic) až k ústí do Černé Přemše, Černá Přemše a Přemše až k ústí do Visly, Visla až k ústí Bělé a dále Bělá až ke svým pramenům na úpatí Klimczoku. Od toho místa se slezskou hranicí stává východní hřeben Slezských Beskyd a je totožná s administrativní hranicí gmin Brenná, Visla a Jistebná. Navzdory názvu leží jen 48 % území vojvodství ve Slezsku. Původně se mezi slezská knížectví řadilo rovněž Seveřsko, Osvětimsko a Zátorsko, ale tato území odpadla od Slezska již v 15. století a nyní jsou jednoznačně vnímána jako malopolská.
Od slovenských Kysuc odděluje Slezsko přirozená horská hranice totožná se státní hranicí Polska a České republiky ve Slezských a Moravskoslezských Beskydech. Hranice mezi Slezskem a Moravou je podrobně popsána v samostatném článku. Tvoří ji Ostravice, pak od Ostravy směrem na jihozápad vede s vícerem odchylek kolem horního toku Odry, přičemž se vyhýbá Fulneku a ponechává město Odry. Na jihozápadě Moravskoslezského kraje má spletitý průběh, v některých úsecích vede tokem Moravice a středem vodní nádrže Slezská Harta. Následně probíhá hlavním hřebenem Hrubého Jeseníku a Rychlebských hor.
Termín Horní Slezsko je odmítán částí obyvatel Těšínska, kteří zdůrazňují svou odlišnou identitu („císařáci“ vs. „prušáci“) a prosazují vyčleňování Těšínska, potažmo celého Rakouského Slezska, jako třetího hlavního subregionu. V českém úzu je běžné používat pro celou českou část výraz Slezsko bez přívlastků a pojem Horní Slezsko vztahovat jen na oblasti ležící v Polsku. V Polsku bývá pojem Slezsko (Śląsk) v souvislosti s problematikou slezské národnosti, jazyka a autonomie, která se dolnoslezských oblastí netýká, zužován jenom na Horní Slezsko.

### Přírodní podmínky

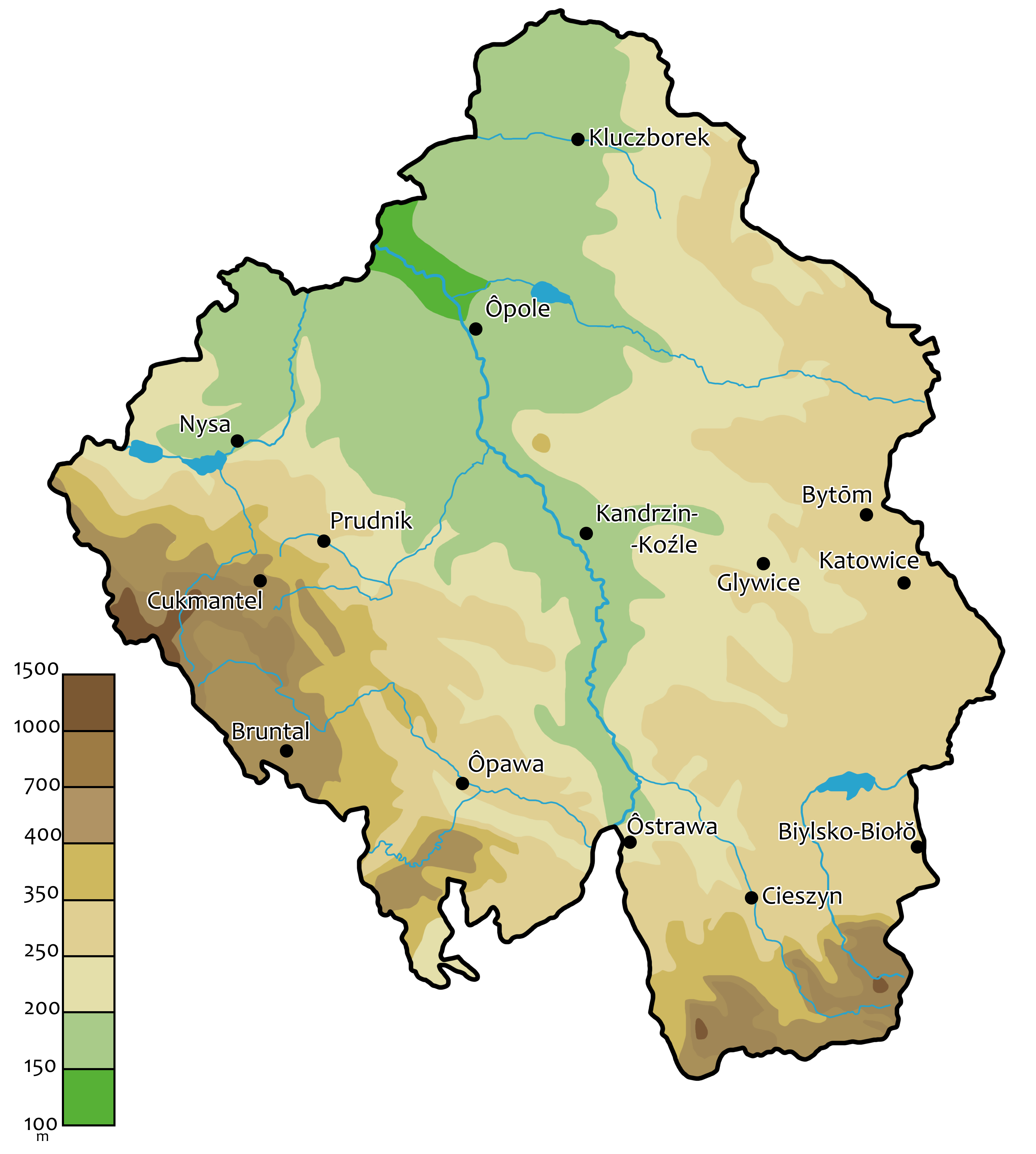
Fyzická mapa Horního Slezska

Většina Horního Slezska leží v povodí Odry, jejímiž hlavními přítoky jsou zleva: Opava, Cina, Osoblaha a Kladská Nisa; zprava: Ostravice, Olše, Kłodnica, Malá Pěna a Stobrava. Jen jihozápadní okraj leží v povodí Visly, do níž ustí Bělá a Přemše s Brynicí.
Přírodní jezera se nevyskytují. Největší vodním dílem je Goczałkowická přehradní nádrž (32 km²) na Visle následovaná Turawskou přehradní nádrží (24 km²) na Malé Pěně a trojicí přehrad na Kladské Nise: Niskou (20,7 km²), Otmuchovskou (20,6 km²) a Pačkovskou (6,9 km²). V české části největší je Slezská Harta (10,7 km²) na Moravici, která tvoří kaskádu s vodním dílem Kružberk (2,8 km²). Největší rybniční soustavy se nacházejí v Žabím kraji na Těšínsku a v oblasti Poodří jižně od Ostravy.
Severozápadní část území se rozprostírá na Slezské nížině, která náleží do subprovincie Středopolské nížiny. Pahorkatiny se vyskytují především na východě, jsou začleněny do oblastí Slezská vysočina a Woźnicko-wieluńská vysočina. Nejvyšším bodem ve slezských pahorkatinách je Hora svaté Anny (408 m n. m.). Jižně od nich se táhne pás Severních Vněkarpatských sníženin (Osvětimská a Ostravská pánev) a Západobeskydské podhůří. Opavská pahorkatina je řazena k Slezské nížině a Zlatohorská vrchovina k Jesenické oblasti.
Přirozenou jižní hranicí Horního Slezska tvoří Nízký Jeseník, Hrubý Jeseník a Rychlebské hory, tři pohoří Krkonošsko-jesenické subprovincie, v polštině, němčině a slezštině dodnes hromadně označované jako Sudety, a také Moravskoslezské Beskydy a Slezské Beskydy, které jsou součástí Karpat. Odděluje je od sebe Moravská brána. Nejvyšší horou je Praděd (1491 m n. m.) následovaný Vysokou holí (1465  m n. m.) a Petrovými kameny (1447 m n. m.). Mezi turistický významné vrcholy patří též Keprník (1423 m n. m.), Lysá hora (1324 m n. m.), Beraní hora (1220 m n. m.) a Velká Čantoryje (995 m n. m.).

### Největší města

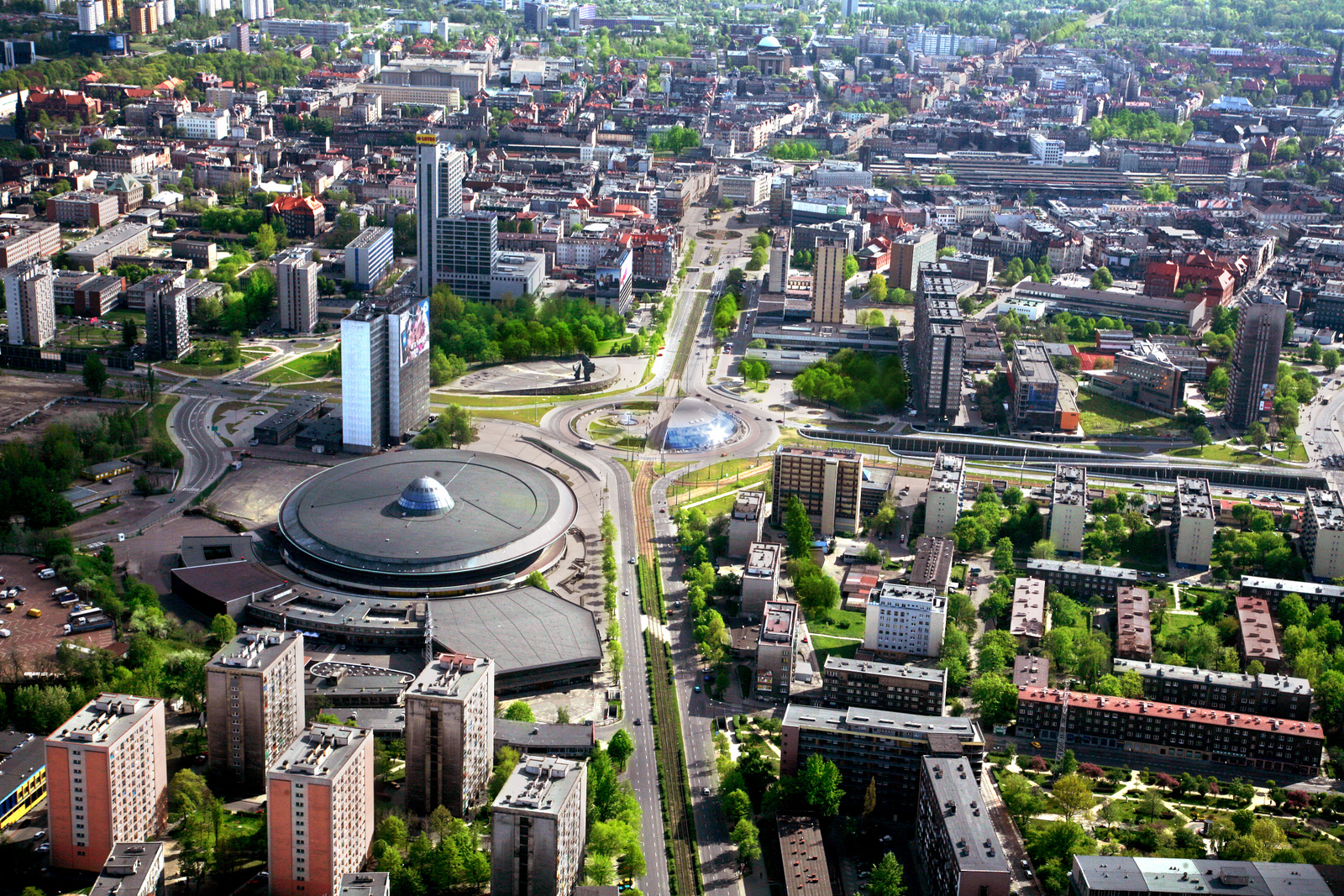
Katovice

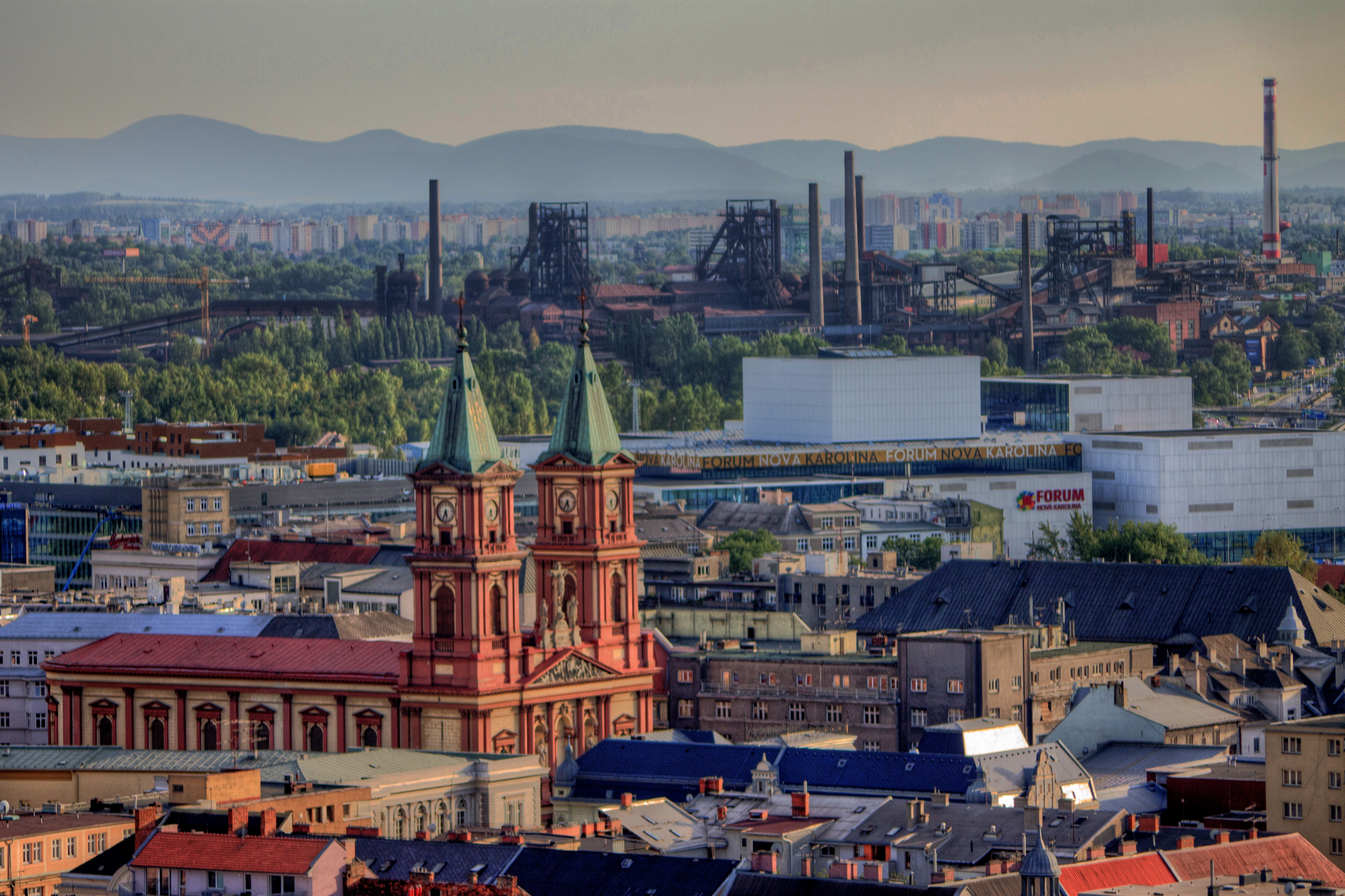
Ostrava

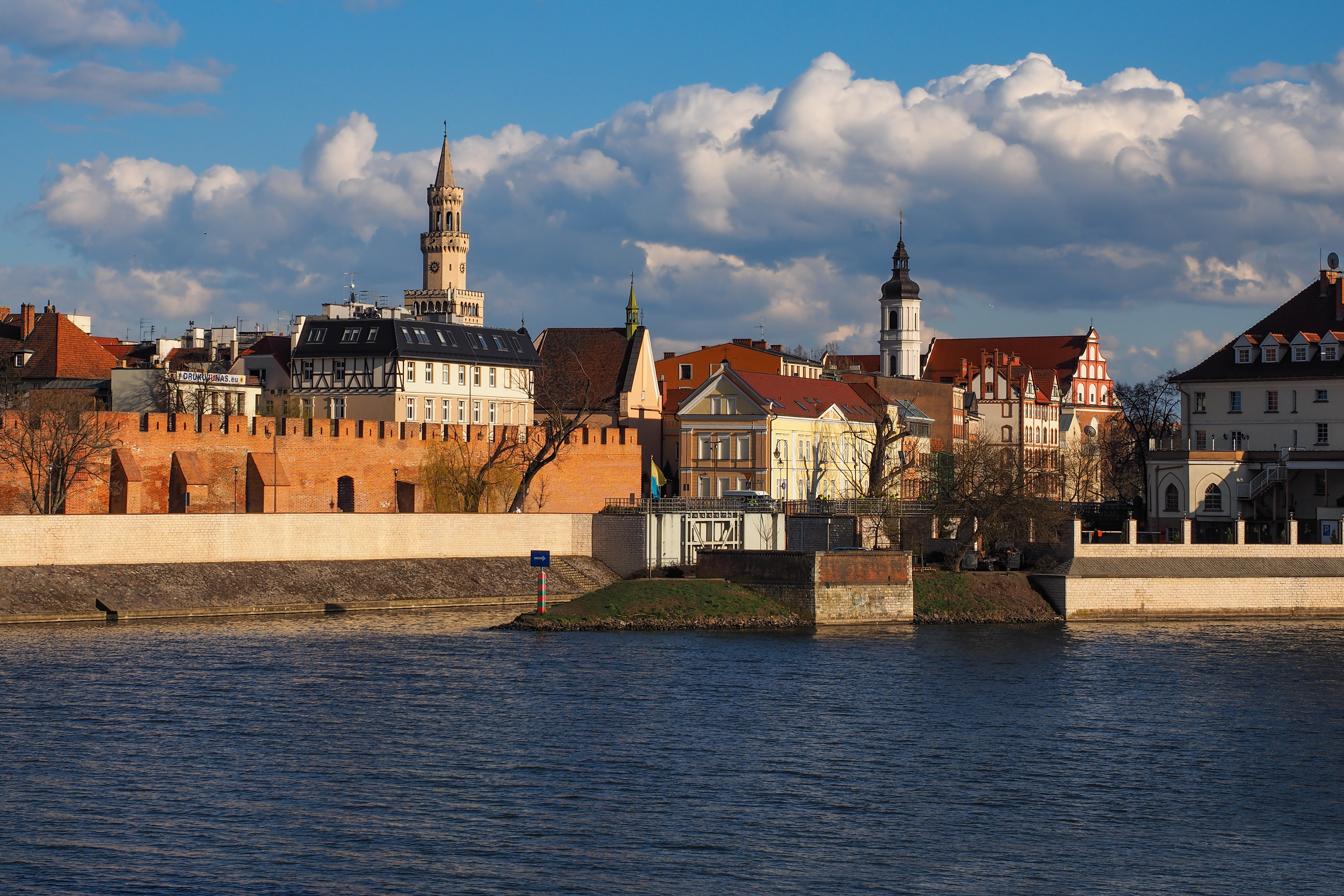
Opolí

Největším městem Horního Slezska jsou Katovice. V roce 2020 čítaly 291 774 stálých obyvatel a jsou jádrem dvoumilionové konurbace rozkládající se na obou stranách slezsko-malopolské zemské hranice. Podle nejužší definice tvoří konurbaci 19 měst, z nichž kromě Katovic 13 leží ve Slezsku. Jsou to Hlivice (178 186), Zabrze (171 691), Bytom (164 447), Slezská Ruda (137 030), Tychy (127 307), Chořov (107 443), Myslovice (74 601), Siemianowice Śląskie (66 587), Tarnovské Hory (61 756), Slezské Pěkary (54 860), Świętochłowice (49 363), Mikołów (41 078) a Knurów (38 004). V širším smyslu patří ke konurbaci rovněž Łaziska Górne (22 187), Orzesze (21 221) či Pyskowice (18 450).
Srovnatelnou velikost má Ostrava: 298 335 k 1. lednu 2019. Ve Slezsku leží 14 ze 23 městských obvodů, které dohromady měly 121 520 obyvatel, ostatní se nacházejí na Moravě. Většina ostravské aglomerace se rozkládá v Horním Slezsku, včetně měst Havířov (71 698), Frýdek-Místek (54 805), Karviná (51 373), Orlová (29 122) a Bohumín (20 960).
Mezi katovickou a ostravskou metropolitní oblastí se rozkládá Rybnický uhelný okruh, jehož jádro tvoří města Rybnik (137 782), Jastrzębie-Zdrój (88 425), Żory (62 670), Wodzisław Śląski (47 685), Czerwionka-Leszczyny (28 074), Rydułtowy (21 525) a Pszów (13 814). Tyto tři aglomerace bývají dohromady označovány jako Slezská metropolitní oblast.
Nad 100 tisíc obyvatel mají též Bílsko-Bělá (170 303) a Opolí, historická metropole Horního Slezska (128 012).
Mezi 20 až 100 tisíc obyvatel čítají mimo tři hlavní aglomerace:
- Kandřín-Kozlí (60 383)
- Těšín (z toho 34 297 v polské části a 23 488 v české části)
- Opava (56 638)
- Ratiboř (54 529)
- Nisa (43 580)
- Čechovice-Dědice (35 910)
- Třinec (34 707)
- Pština (25 791)
- Lubliniec (23 658)
- Prudník (20 887)

## Dějiny

### Rané dějiny
V době bronzové obývali dnešní Slezsko nositelé lužické kultury. V posledních staletích před naším letopočtem se objevily germánské kmeny, které byly v období stěhování národů kolem roku 550 až 600 nahrazeny Slovany. Germánské osídlení proběhlo prostřednictvím Vandalů. Mezi jejich hlavní kmeny patřili Silingové, první obyvatelé Slezska doložení v římských kronikách, od nichž je podle některých teorií odvozen název země. Archeologické nálezy dokazují, že v předgermánské době zde žili rovněž Keltové. Kultury obou společností časem splynuly, stejně jako v 6. století n. l. nově příchozí Slované splynuli s některými zůstavšími germánskými klany.

Slezské kmeny v 10. století

Bavorský geograf zmiňuje dva západoslovanské slovanské kmeny v dnešním Horním Slezsku: Opolany (kolem města Opolí) a Holasice (na Těšínsku a Opavsku). Někteří badatelé interpretují navíc záhadné jméno Lupiglaa jako kmen Hlubčiců, který by měl žit v oblasti kolem stejnojmenného města. V 9. století se jejich území dostala pod vliv Velkomoravské říše, což potvrzují archeologické nálezy, ovšem to, jestli Slezsko bylo přímo součástí mojmírovského státu, zůstává mezi historiky spornou otázkou. Podle populární hypotézy proběhla velkomoravská expanze ve dvou etapách: roku 875 ovládla vojska Svatopluka I. kraj Holasiců a Opolanů a následně po roce 885 vtrhla přes Kladskou kotlinu do Dolního Slezska. Po pádu Velké Moravy v roce 907 si Slezsko podmanila česká knížata z rodu Přemyslovců.
V roce 990 dobyl Slezsko s říšskou podporou piastovský kníže Měšek I. Třebaže zakládací listina pražského biskupství zahrnuje i slezská území, hlavním nástrojem christianizace se stalo vratislavské biskupství založené v roce 1000, které spadalo pod hnězdenskou církevní provincii. Hranice Slezska v té době jsou běžně ztotožňovány právě s územím vratislavské diecéze. 11. století uplynulo ve znamení přetahované o Slezsko mezi raně českým a raně polským státem. V roce 1038 obsadil zemi Břetislav I., který využil trvajícího pohanského lidového povstání proti Piastovcům. Opět k Polsku připojil Slezsko Kazimír I. Obnovitel kolem roku 1050, což stvrdil Quedlinburský mír v roce 1054. Kazimír se rovněž zasloužil o obnovení vratislavského biskupství. Další česko-polská válka vypukla záhy v 60. letech, když Boleslav II. Smělý odmítl platit Čechům tribut ze Slezska. Konflikty a vzájemné vpády na území pokračovaly s různou intenzitou i na přelomu 11. a 12. století (významnou epizodou je například neúspěšné obležení Hlohova roku 1109, kterého se zúčastnil Svatopluk Olomoucký) a ukončil je teprve Kladský mír z roku 1137, jenž ponechal většinu slezského území Polsku. Jen Opavsko, Krnovsko a Hlubčicko, které již za Břetislava I. přešly do olomoucké diecéze, připadla Soběslavovi I. a stala se načas součástí Moravy.

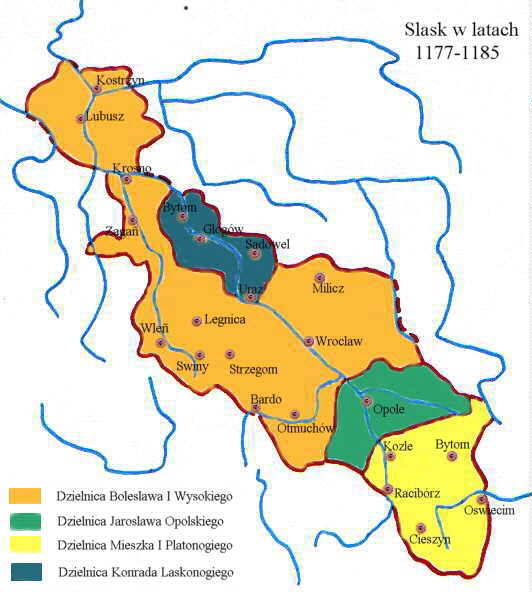
Slezsko po roce 1177 s vyděleným Hlohovskem, Opolskem a Ratibořskem

Roku 1138 dochází na základě testamentu Boleslava III. Křivoústého k rozdělení polského státu na čtyři části. Vzniká tak Slezské knížectví, jehož prvním panovníkem a zakladatelem slezské větve Piastovců byl Vladislav II. Vyhnanec. Vladislavův spletitý konflikt s bratry nakonec vedl k jeho útěku do Čech a následně do Saska v roce 1146 a období vlády Boleslava IV. Kadeřavého ve Slezsku, proti němuž bojovali císařové Konrád III. a Fridrich I. Barbarossa. Roku 1162 se do země vrátili Vladislavovi synové: Boleslav I. Vysoký, Měšek I. Křivonohý a Konrád Hlohovský. Vydělením ratibořského a opolského údělu v roce 1172 začíná proces drobení Slezska na řadu polonezávislých knížectví. Zároveň v roce 1177 došlo k rozšíření Slezska (ratibořského údělu) na východě o bytomskou a osvětimskou kastelánii, jež byly dříve součástí Krakovska.

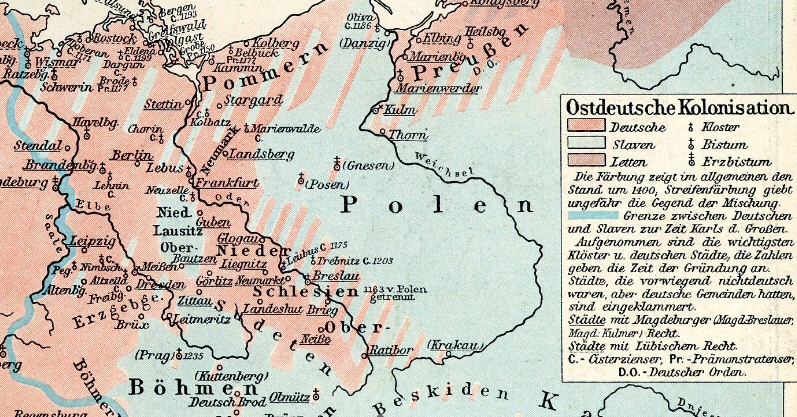
Německá východní kolonizace

Dočasně zemi sjednotil Jindřich I. Bradatý v roce 1230, který zároveň vešel do dějin jako zakladatel měst a iniciátor německé kolonizace. Jeho žena Hedvika byla prohlášena za světici a je hlavní patronkou Slezska. Syn Jindřich II. Pobožný padl roku 1241 v bitvě u Lehnice při mongolském vpádu, jehož důsledkem bylo zpustošení a vylidnění velké části země a opětovný rozpad monarchie slezských Jindřichů na samostatná knížectví. V druhé polovině 13. století se ve velkém rozběhlo německé osídlení, ovšem Horní Slezsko si na rozdíl od Dolního zachovalo etnicky smíšený charakter. Pro slovansky mluvící Slezany se časem ujal termín „Vasrpoláci“ (Wasserpolen, Wasserpolacken) odvozen od toho, že jedním z jejich typických povolání bylo plavení zboží po Odře.

### Slezsko součástí Koruny české

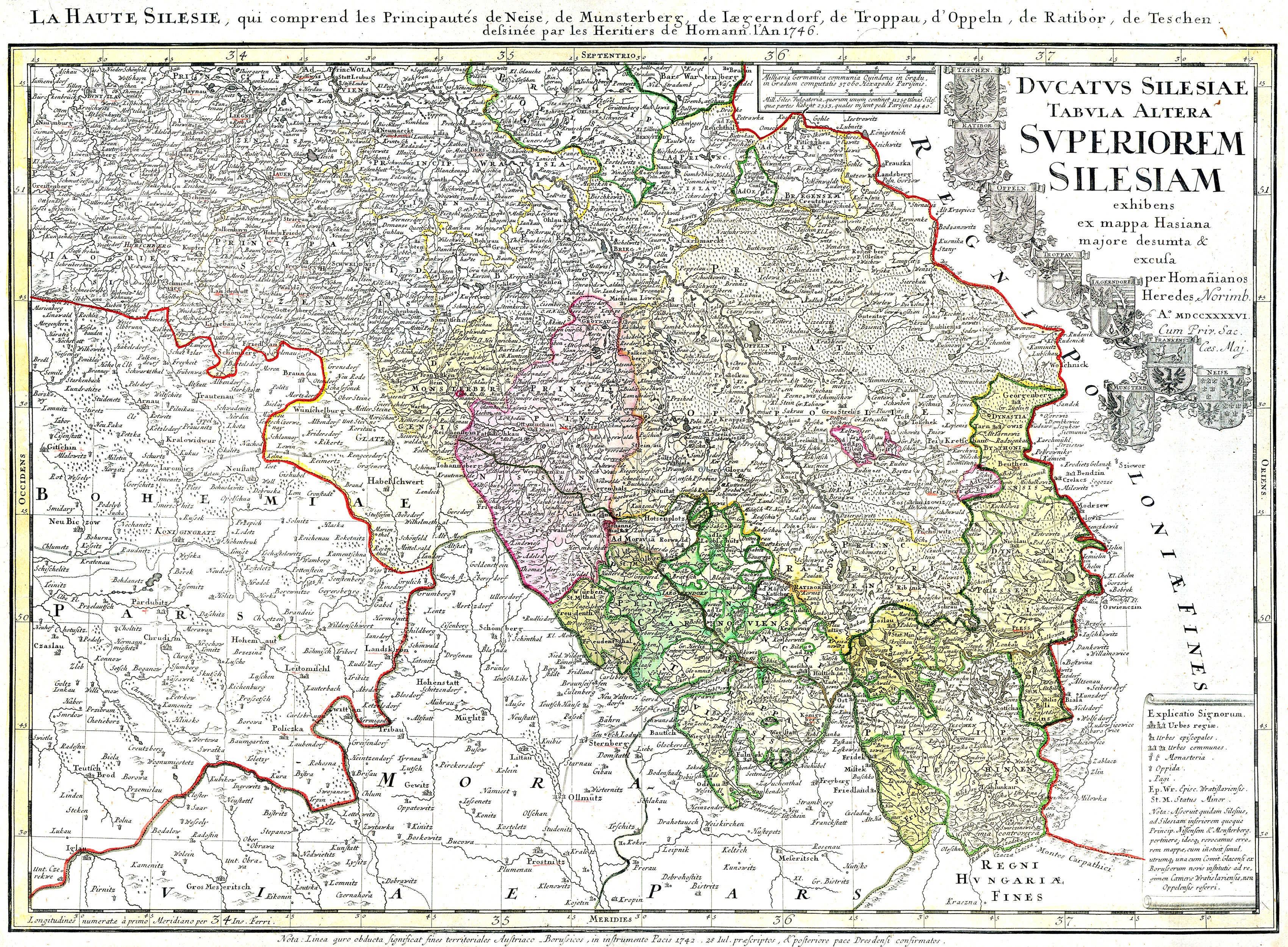
Hornoslezská knížectví a stavovská panství podle Atlas Silesiae Johanna Baptista Homanna (1746)

Kazímir Bytomsko-Kozelský byl prvním slezským knížetem, který složil lenní slib českému králi Václavovi II., a sice 9. ledna 1289. Proces sbližování slezských státečků s Českým královstvím pokračoval i po nástupu lucemburské dynastie a jeho vrcholným okamžikem byl rok 1327, kdy se leníky Jana Lucemburského stali vratislavský kníže Jindřich VI. Dobrý a také všichni zbývající panovníci v Horním Slezsku (Těšínsko, Osvětimsko, Opolsko, Pštinsko, Ratibořsko, Falkenbersko, Střelicko). Bulou ze dne 7. dubna 1348 inkorporoval Karel IV. všechny tyto země do Koruny království českého. Začleněním do Koruny české se Slezsko stalo součástí Svaté říše římské, nicméně slezští vladaři nezískali postavení říšských stavů a byli tak podřízení českým králům bez místa a hlasu v říšském sněmu. Již roku 1335 se na základě Trenčínské smlouvy polský král Kazimír III. Veliký vzdal nároků na Slezsko výměnou za to, že se Jan Lucemburský vzdal nároků na polský trůn, který drželi poslední Přemyslovci. Tuto dohodu potvrdil Namyslovský mír z roku 1348 a roku 1372 Kazimírův nástupce Ludvík I.
Vymíráním jednotlivých piastovských větví (1532 opolské, 1625 těšínské, 1675 břežsko-lehnické) připadala postupně jejich území jako odúmrť přímo České koruně. Po vymření ratibořských Piastovců v roce 1336 bylo s Ratibořskem na čas spojeno Opavské knížectví, čímž začala opětovná integrace toho území se Slezskem. Mikuláš I. Opavský založil slezskou větev Přemyslovců, která vládla nejdéle v Ratiboři do roku 1521. Dalším dělením a slučováním vznikala a zanikala další knížectví a stavovská panství, např. Bílské, Krnovské, Hlubčické, Tošecké či Vladislavské. Nakrátko se podařilo velkou část Horního Slezska sjednotit Janovi II. Opolskému na přelomu 15. a 16. století. V 15. století odpadla od Slezska některá území na východě: Osvětimsko (1457) a Zátorsko (1494) byla odprodána Polskému království a Seveřsko (původně východní část Bytomska) odkoupil v roce 1443 krakovský biskup.

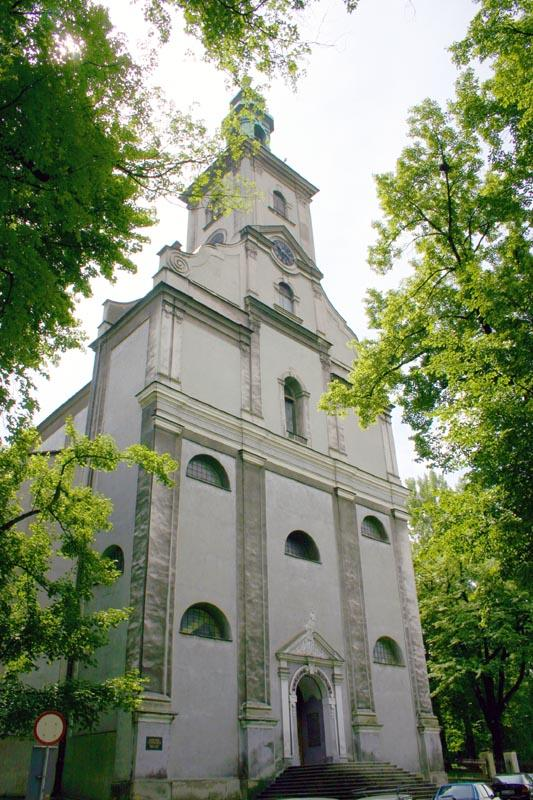
Kostel milosti v Těšíně

Za husitských válek došlo k oslabení vztahu Slezska k Českému království. Jediným významnějším slezským pánem, který se postavil na stranu kališníků byl Boleslav V. Heretik. Řada slezských měst byla dobyta během spanilých jízd, nicméně obyvatelstvo zůstalo převážně katolické. Za vlády Matyáše Korvína (1469–1490) došlo k určité centralizaci slezské správy, byl zřízen post vrchního hejtmana jakožto zástupce krále (zpravidla jím býval vratislavský biskup) a stavovský sněm. Tehdy se poprvé objevuje v historických pramenech termín Silesia Superior, tedy Horní Slezsko, a východní část země začíná být vnímána jako specifický region.
Na rozdíl od husitských myšlenek padly ve Slezsku na úrodnou půdu ideje Martina Luthera. V průběhu 16. století přijala luteránství naprostá většina obyvatel. Protestantská víra si udržela své postavení i v pobělohorské době zejména na Těšínsku. Na základě Altranstädské konvence byl v Těšíně v roce 1709 postaven jeden z tzv. „kostelů milosti“.

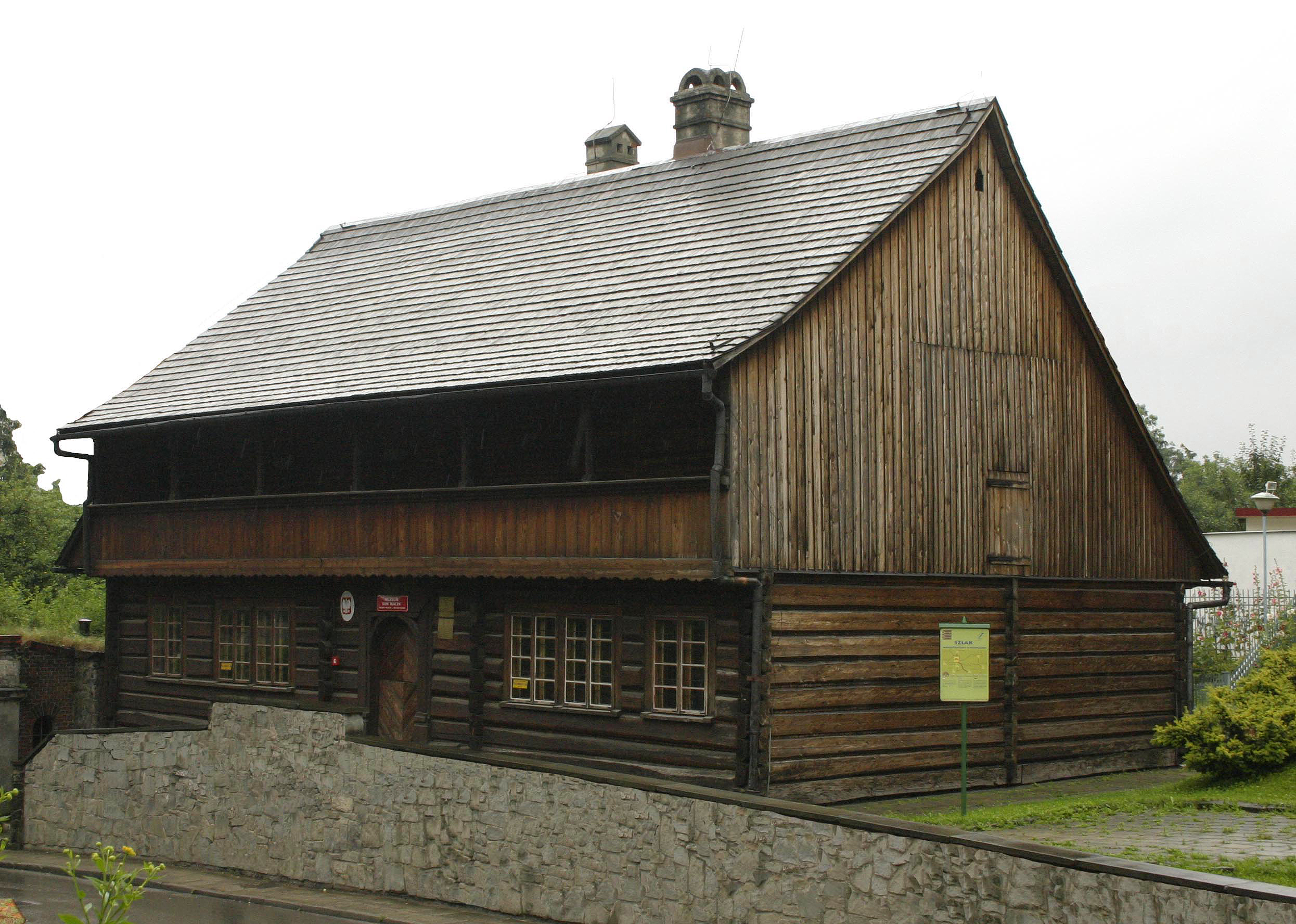
Tkalcovský dům ze 17. století v Bílsku-Bělé

Ekonomický vývoj Slezska v raném novověku se opíral především o dvě odvětví: textilní výrobu a těžbu rud. Významným centrem tkalcovství a soukenictví bylo Bílsko. Důlní řád z roku 1526 a Horní řád z roku 1528 – dvě privilegia vydaná Janem II. Opolským a Jiřím Braniborsko-Ansbašským – položily základ hornictví v Horním Slezsku. Vzniklo tehdy město Tarnovské Hory, jehož stříbrné, zinkové a olověné doly jsou dnes památkou UNESCO. Na těžbu plynule navazovalo hutnictví. Jeho stav popsal v roce 1612 Walenty Roździeński v díle Officina Ferraria, abo Hutá i Wárstát z Kuźniámi szlachetnego dzieła Zelaznego. V Cukmantlu (Zlaté Hory) a Ziegenhalsu (Hlucholazy) se těžilo zlato. V 17. století bylo Slezsko považováno za ekonomicky nejvýznamnější oblast celé Habsburské monarchie, k níž od roku 1526 patřilo.

### Pruské a Rakouské Slezsko
Výsledkem první slezské války mezi Habsburskou monarchií a Pruskem – jedné z tzv. válek o rakouské dědictví vypuklých v souvislosti s neuznáním pragmatické sankce zajišťující Marii Terezii nástupnictví na císařském trůnu –, stvrzeným Vratislavským příměřím z 11. června 1742 a Berlínským mírem z 28. července 1742, bylo rozdělení Slezska mezi dva státy. Většina území připadla Pruskému království, Habsburkové si ponechali pouze Těšínsko (včetně části bohumínského panství) a jižní části Opavského, Krnovského a Niského knížectví. Druhá (1744–1745) a třetí slezská válka (1756–1763), v nichž se Marie Terezie pokoušela zvrátit ztrátu Slezska, nedopadly pro habsburskou říši úspěšně a jen upevnily status quo dosažený roku 1742.
Z habsburské části vznikla korunní země hovorově nazývaná Rakouské Slezsko se sídlem v Opavě, jež byla v období 1782–1850 spojena s Moravou v rámci jednoho správního celku s názvem Země moravskoslezská. Prusové svůj díl nejdříve rozdělili na 48 okresů a dva departementy (vratislavský a hlohovský), načež při správní reformě v roce 1815 vytvořili provincii Slezsko. Provincie se dělila na tři vládní obvody (Regierungsbezirk): Lehnice, Vratislav a Opolí. Pojem Oberschlesien (Horní Slezsko) začal být ztotožňován s územím opolského obvodu. Od roku 1871 bylo Pruské Slezsko součástí sjednoceného Německa, kdežto Rakouské Slezsko spolutvořilo po roce 1867 Rakousko-Uhersko.

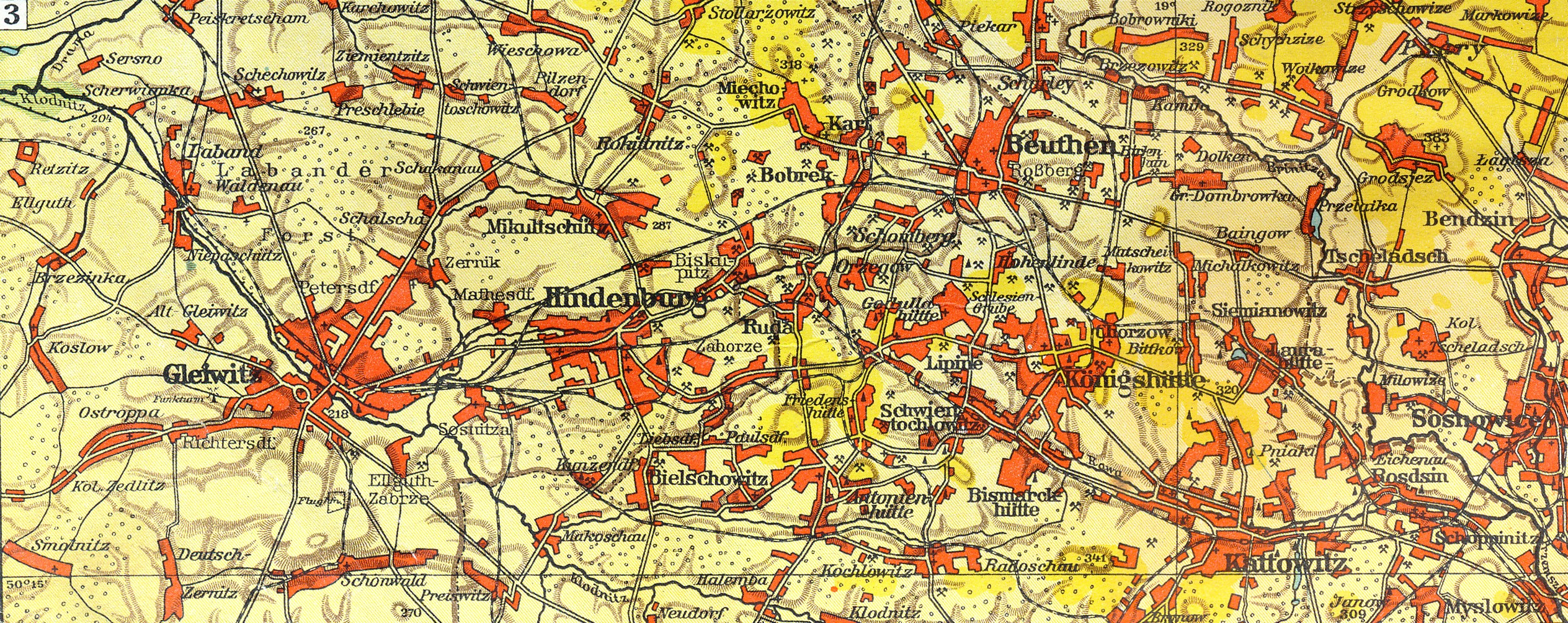
Bytomsko-hlivicko-katovická konurbace na sklonku 19. století

Do života Slezanů ve velkém zasáhla industrializace. V druhé polovině 18. století byla objevena bohatá ložiska černého uhlí v Hornoslezské uhelné pánvi a vznikly tam první černouhelné doly a velkoprůmyslové železárny. Rozvoj oblasti podnítila zejména činnost Friedricha Wilhelma von Redena, ředitele Vyššího báňského úřadu ve Vratislavi v letech 1779–1802, a Johna Baildona, skotského odborníka na metalurgii, který přišel do Slezska v roce 1793. Klodnický průplav spojil v letech 1792–1812 novou průmyslovou oblast s Odrou. Na východním okraji Horního Slezska postupně vzniklo rozsáhlé souměstí, jehož centrem se vedle starých měst Bytom a Hlivice staly Katovice založené na zelené louce v polovině 19. století. K Hornoslezské uhelné pánvi se počítá též ostravsko-karvinský revír, který byl nejvýznamnější průmyslovou oblastí Rakouska-Uherska. Velkoprůmyslový charakter získalo i tradiční slezské odvětví, tedy textilní výroba, zejména v oblasti Bílska-Bělé a Krnova.
Horní Slezsko si na rozdíl od Dolního udrželo etnicky smíšený charakter do období vzniku a rozmachu moderních národních hnutí v polovině 19. století. Současně s rostoucím germanizačním tlakem ze strany pruské administrativy pod Bismarckem se šířila mezi slovanskými Hornoslezany polská národní identita a standardní polština jako jazyk hornoslezského tisku a knih. Rovněž na Těšínsku získalo velký význam polské buditelské hnutí podporované navíc vlnou přistěhovalectví z Haliče. Na Opavsku a západním Těšínsku, mezi lidem, který používal lašská nářečí a sám sebe označoval za „moravský“, působili čeští buditelé. Výsledky sčítání lidu z roku 1890 uvádí (na základě mateřského jazyka) ve vládním obvodu Opolí 35,9 % Němců, 58,2 % Poláků a 5,9 % ostatních včetně Moravců v okresech Ratiboř a Hlubčice. Poměry v Rakouském Slezsku pro rok 1880 jsou v Meyers Konversations-Lexikon popsány následovně: 49 % Němců, 28 % Poláků a 23 % Čechů. Před první světovou válkou se jako čtvrtá kulturně-politická orientace vyvinulo šlonzácké hnutí – zastánci svébytné slezské národnosti, kteří obzvlášť velkého významu nabyli během územních konfliktů a dělení regionu po roce 1918. Šlonzáčtí aktivisté však toužili především po zachování politického statu quo, zdůrazňovali hornoslezskou národnostní nevyhraněnost a jejich činnost neměla povahu klasického národního obrození, např. nesnažili se v té době o kodifikaci spisovného slezského jazyka a nadále používali ve svých publikacích hlavně polštinu a němčinu. Co se týče náboženství, ve vládním obvodu Opolí žilo v roce 1885 89,2 % katolíků, 9,1 % evangelíků a 1,5 židů. Rakouské Slezsko čítalo v roce 1880 84,4 % katolíků, 13,9 % evangelíků (z toho čtyři pětiny v okresech Těšín a Bílsko) a 1,5 % židů.

### Po první světové válce

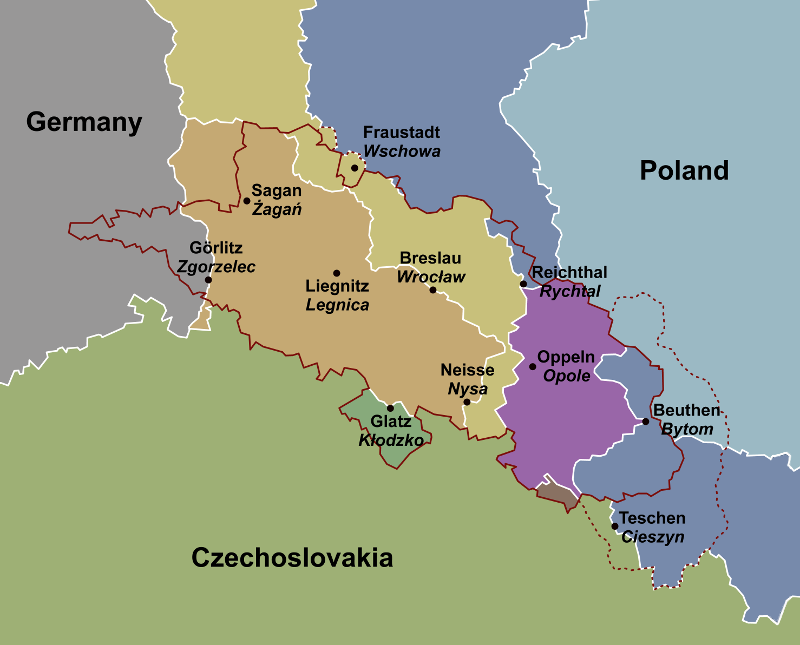
Rozdělení Slezska po první a druhé světové válce

Po první světové válce se Horní Slezsko stalo sporným územím na pomezí Německa a nově vzniklých států: Polska a Československa, které si z historických, etnických a především hospodářských důvodů nárokovaly část země. Jablkem sváru byly zejména uhelné revíry. Situaci komplikovala skutečnost, že se velká část tamních obyvatel nehlásila k žádné státotvorné národnosti, nýbrž k tzv. šlonzáckému hnutí zastupovanému Slezskou lidovou stranou v Rakouském Slezsku a Svazem Hornoslezanů v Pruském Slezsku.
Československo-polský spor o Těšínsko vygradoval v lednu 1919 do podoby sedmidenní války, následně se měl konat plebiscit, od nějž bylo nakonec upuštěno a bývalé Těšínské knížectví rozdělila Konference velvyslanců dne 28. července 1920 na dvě zhruba rovné části s tím, že ostravsko-karvinský uhelný revír a Košicko-bohumínská dráha připadly Československu a samotný Těšín byl rozpůlen podél řeky Olše. Bez hlasování a proti vůli obyvatelstva přiznala Versailleská smlouva Československu Hlučínsko – jižní část bývalého pruského okresu Ratiboř. Dále se součástí československého státu stala ostatní území Rakouského Slezska s Opavou, Krnovem a Jeseníkem i přesto, že se tamní obyvatelstvo ze začátku pokoušelo o sjednocení s Německým Rakouskem.
Plebiscit se naopak uskutečnil 20. března 1921 v Pruském Slezsku na celém území vládního obvodu Opolí s výjimkou okresu Nisa, Falkenberg, Hlučínska a části Prudnicka. 40,4 % hlasujících se vyslovilo pro připojení k Polsku, 59,6 % zvolilo setrvání v Německu, přičemž Polsko podpořily zejména venkovské oblasti na jihovýchodě plebiscitního území, kdežto Německo západ, sever a všechna větší města. Vyznačení hranic přesně podle výsledků hlasování se jevilo jako neproveditelné a zároveň by bylo neuspokojivé pro obě strany, proto o rozdělení regionu nakonec rozhodla Rada Společnosti národů v říjnu 1921 (s platností od roku 1922). Polsku připadla třetina sporného území (ovšem s polovinou obyvatel a většinou dolů) a došlo k rozdělení hlavní průmyslové aglomerace: Bytom, Zabrze a Hlivice zůstaly na německé straně, ostatní města včetně Katovic byla připojena k Polsku. Spor doprovázely tři ozbrojené střety mezi propolskými iredentisty a příslušníky německých paramilitantních organizací (Grenzschutz Ost, Bojová organizace Horního Slezska) známé jako hornoslezská povstání.

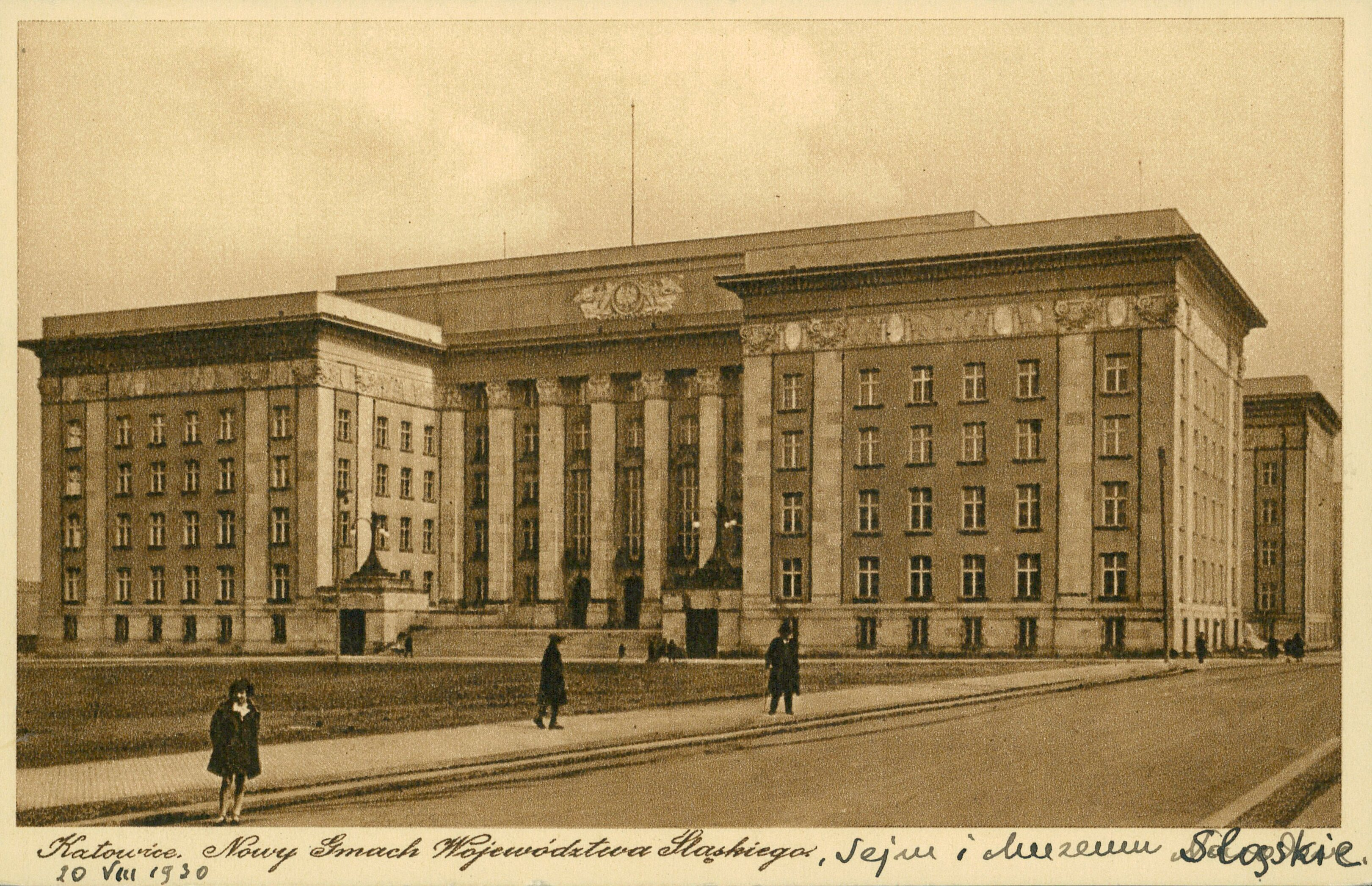
Budova Slezského sněmu v Katovicích

V části Slezska připojené k Polsku bylo vytvořeno autonomní Slezské vojvodství s vlastním parlamentem a státní pokladnou. Jeho hlavním městem byly Katovice, které po připojení vícera sousedních obcí v roce 1924 přesáhly sto tisíc obyvatel a po celé meziválečné období zažívaly prudký stavební boom. Jižně od původního centra vznikla funkcionalistická administrativní čtvrť s monumentální budovou Slezského sněmu a jedním z prvních výškových domů v Polsku. Hornoslezský průmysl povzbudil mnoho Poláků z jiných částí Polska k osídlení již v meziválečném období, a proto se mnoho Poláků usadilo v oblasti Horního Slezska před rokem 1939. Československá část Slezska tvořila původně samosprávnou zemi Slezskou, která byla roku 1928 sloučena s Moravou do země Moravskoslezské. Byť hlavním městem země Slezské zůstala nadále Opava, přirozeným centrem pro české Horní Slezsko začala být Moravská Ostrava, jež stejně jako Katovice zažila období prudkého rozvoje. V roce 1941 byly k Moravské Ostravě připojeny obce na slezském břehu Ostravice a vznikla tak dnešní Ostrava. Německá provincie Slezsko byla v roce 1919 rozdělena na provincii Dolní Slezsko se sídlem ve Vratislavi a provincii Horní Slezsko se sídlem v Opolí. K opětovnému sloučení došlo v roce 1938.

### Druhá světová válka a její následky

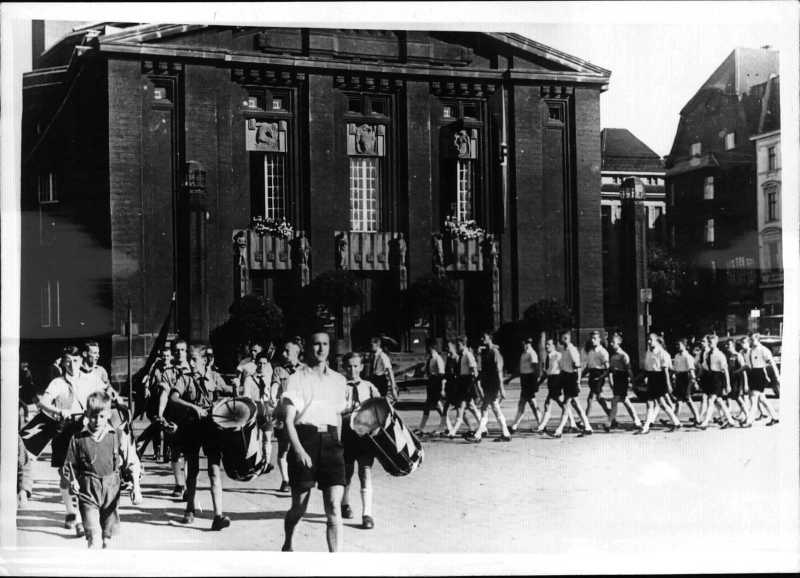
Přehlídka Hitlerjugend v Katovicích v září 1939

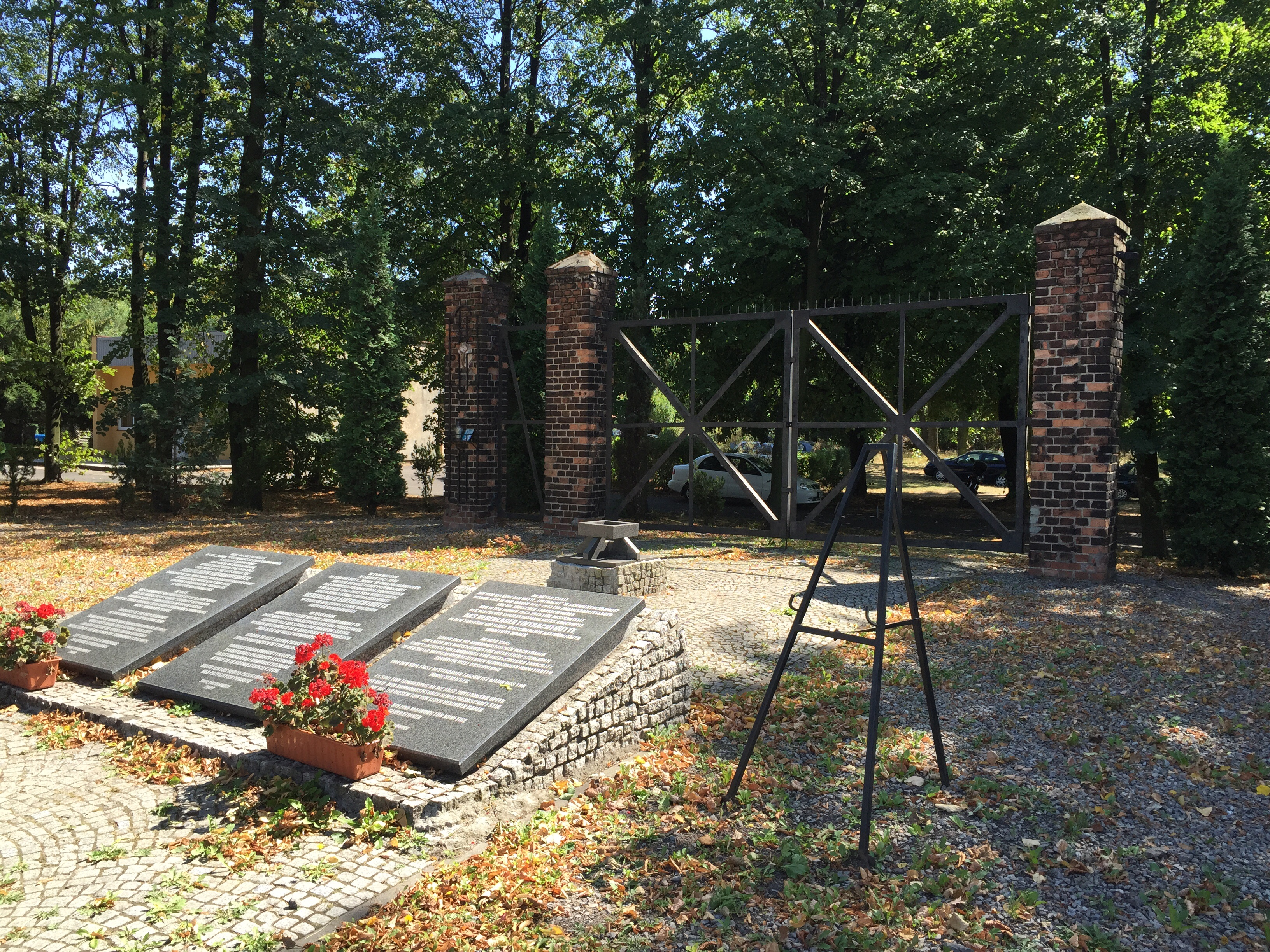
Památník oběti pracovního tábora Zgoda

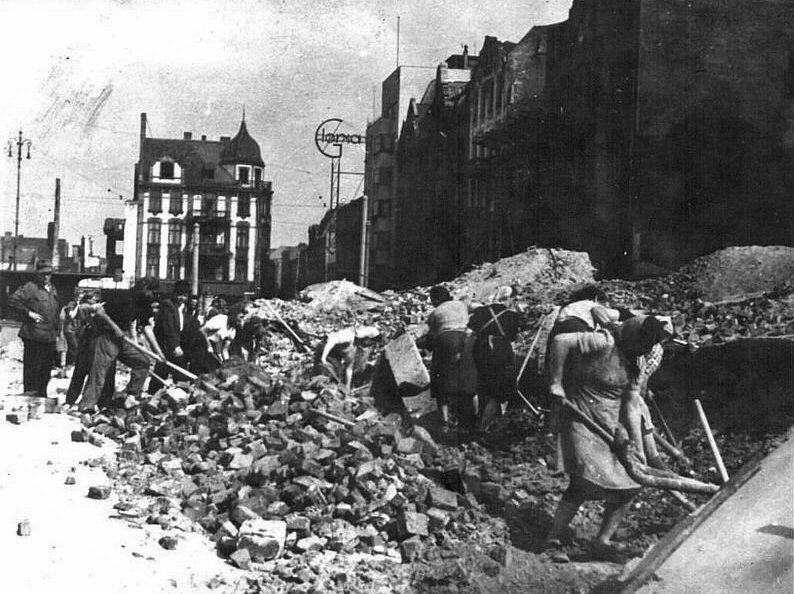
Zničená část náměstí v Bytomi v roce 1945

Nacistickou stranu podpořilo ve volbách v březnu 1933 43,2 % v německé částí Horního Slezska, přičemž do roku 1932 převahu držela Německá strana centrum. Mezi německou menšinou v Polsku působila Mladoněmecká strana v Polsku, která měla centrálu v hornoslezském Bílsku a jejímž lídrem byl budoucí starosta toho města Rudolf Wiesner. V československém Slezsku se velké oblibě těšila Sudetoněmecká strana a většina jeho území se v roce 1938 na základě Mnichovské dohody stala součástí Říšské župy Sudety. Ve stejném roce Polsko zabralo část západního Těšínska, tzv. Záolší. Jen několik slezských obcí v okolí Ostravy a Frýdku patřilo pak k Protektorátu Čechy a Morava. Fingované přepadení vysílačky v Hlivicích 31. srpna 1939 posloužilo jako jedna ze záminek pro německý útok na Polsko. Nacistická správa obnovila provincii Horní Slezsko, tentokrát se sídlem v Katovicích, k níž připojila rozsáhlá území v okupovaném Polsku, která od Slezska odpadla v 15. století nebo k němu vůbec nikdy nepatřila: Osvětimsko, Dąbrowskou pánev, Żywiecko, Chrzanów, Zawiercie. Auschwitz se tak formálně nacházelo v hornoslezské provincii. Za 2. světové války Němci pronásledovali polské a české aktivisty z Horního Slezska (např. 4. září 1939 zavraždili polské aktivisty z Katovic). Němci navíc začali pronásledovat Židy a posílat je do koncentračních táborů a táborů smrti.
Příchod Rudé armády do Slezska začátkem roku 1945 byl spojen s vlnou násilností, rabování a obrovskými materiálními škodami. Některá slezská města byla zničena v souvislosti s boji, jiná byla zdevastována již po obsazení Sověty, například Nisa či Bytom. Poslední lednová neděle je vyhlášena Dnem památky hornoslezské tragédie. Má připomínat mj. masové znásilňování slezských žen, masakry na civilním obyvatelstvu (viz např. Miechowický masakr a Przyszowický masakr), oběti deportací do SSSR a také vězně pracovních táborů zřizovaných po válce polskou komunistickou správou nejen pro skutečné nacisty, ale i celou řadu lidí, kteří se provinili jen zápisem na Deutsche Volksliste, přičemž kategorie III. zahrnovala i Slezany mluvící slovanským dialektem a jejími nositeli bylo v roce 1942 přes milion obyvatel provincie Horní Slezsko. Nejznámější jsou tábory v Łambinowicích (Lamsdorf) a v świętochłowické městské části Zgoda.
Postupimská dohoda určila novou východní hranici Německa na Odře a Lužické Nise. Celá kdysi pruská část Horního Slezska připadla Polsku a stala se součástí takzvaných Znovuzískaných území. Poválečné Slezské vojvodství, již bez autonomního statusu a zahrnující kromě Horního Slezska i Dąbrowskou pánev, bylo v roce 1950 rozděleno mezi Katovické a Opolské vojvodství. Československá část Slezska se vrátila k hranicím před rokem 1938 a po zániku země Moravskoslezské v roce 1948 byla rozdělena mezi Olomoucký a Ostravský kraj.
Odsun německého obyvatelstva v letech 1945–1947 byl v Horním Slezsku proveden v mnohem menším rozsahu nežli v čistě německém Dolním Slezsku (proběhla tzv. národnostní verifikace a původní obyvatelé mohli zpravidla zůstat, pokud složili příslib věrnosti polskému národu a státu), ale zato polská správa zavedla politiku násilné polonizace etnicky smíšeného a národnostně nevyhraněného obyvatelstva (ačkoli většina Němců z Horního Slezska byla odsunuta a nahrazena Poláky vyhnanými z polských území začleněných do SSSR a středního Polska). Potíralo se používání němčiny a slezského dialektu považovaného za „zkomolenou polštinu“, na hornoslezských školách se na rozdíl od zbytku země vyučovala němčina i jako cizí jazyk jen ojediněle, byla provedena akce popolšťování křestních jmen a příjmení, regionální kulturní činnost se prakticky omezila na folklorní úroveň. Několik set tisíc Hornoslezanů v letech 1950–1990 dobrovolně emigrovalo do Západního Německa. Podobně jako v Dolním Slezsku, se v Horním Slezsku usadilo mnoho Poláků přesídlených z Kresů, tj. východních území postoupených Sovětskému svazu, osadníci z centrálního Polska, a také polští reemigranti. Opolské a část Katovického vojvodství patřící před válkou Německu čítaly v roce 1950 18,34 % východních přesídlenců, 22,25 % vnitropolských osadníků a 1,81 % reemigrantů (přes polovinu tedy tvořili původní obyvatelé). Taktéž do československého Slezska přišly po odsunu Němců různorodé skupiny obyvatelstva z českých zemí a Slovenska, jakož i částečně čeští reemigranti (viz osídlování pohraničí). V Krnově se na konci 40. let usadil velký počet řeckých emigrantů prchajících před občanskou válkou. Na Jesenicku byly po zrušení klášterů v Československu v roce 1950 shromážděny řeholnice z celé republiky. Tyto menšiny výrazně poznamenaly Slezsko v poválečných dekádách. Při obnově zničených měst se jen zřídka počítalo s rekonstrukcí památek mladších nežli „piastovské“ gotické kostely a historická jádra často nahradila panelová zástavba. Docházelo rovněž k rozsáhlým asanacím ve městech, která nebyla zasažena válkou (například Krnov). Některá městečka se nikdy nepodařilo dosídlit a ztratila status města (Osoblaha, Andělská Hora).

### Nejnovější dějiny

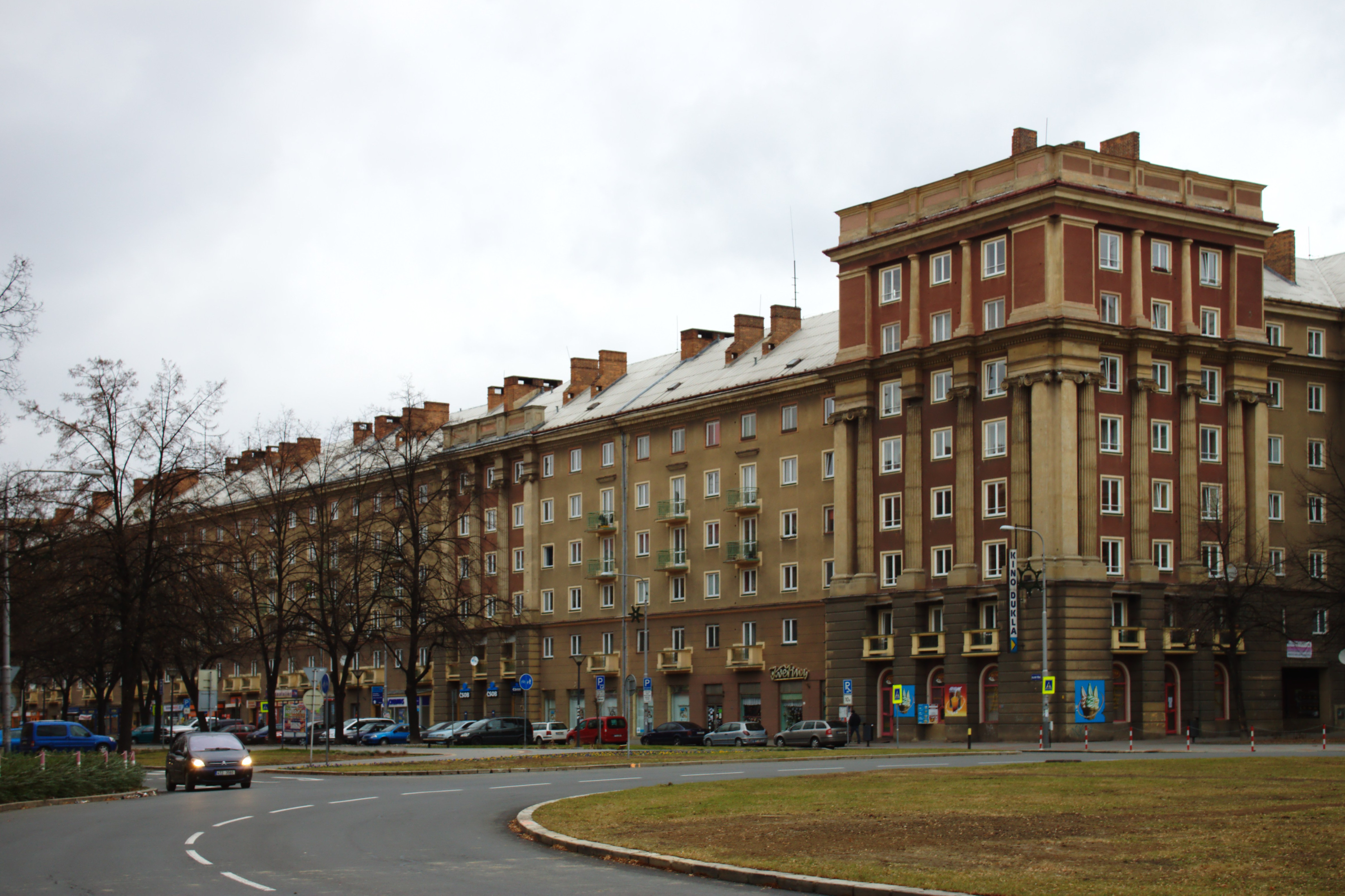
Sídliště Poruba v Ostravě

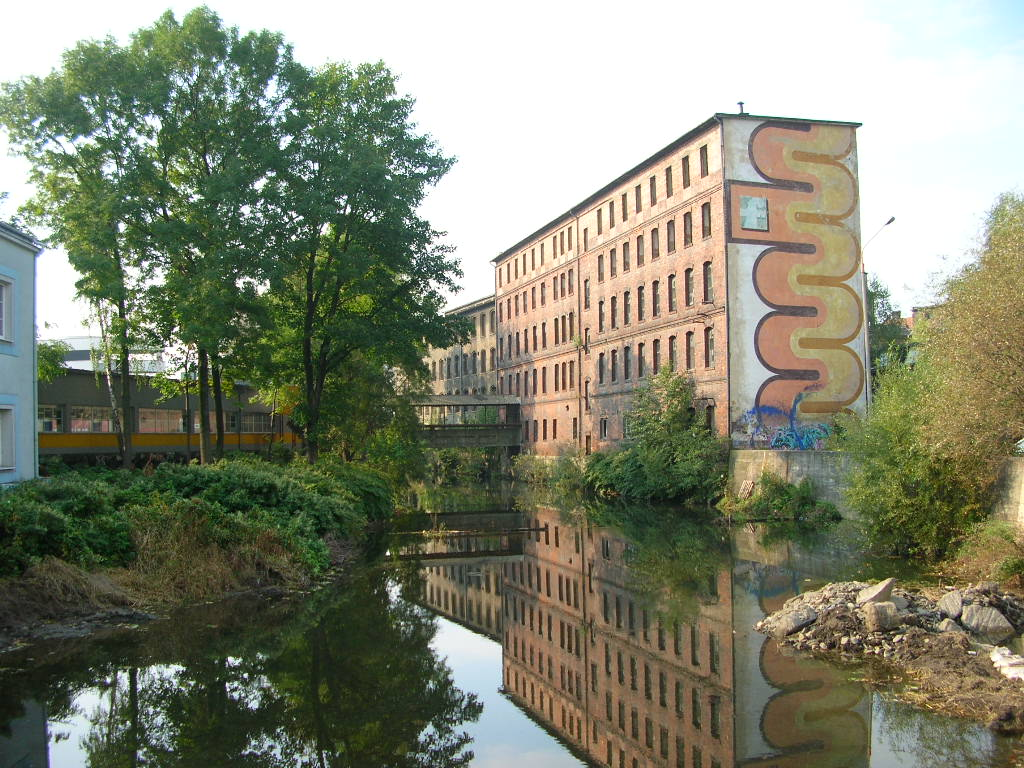
Opuštěné textilní závody v Bílsku-Bělé v roce 2006

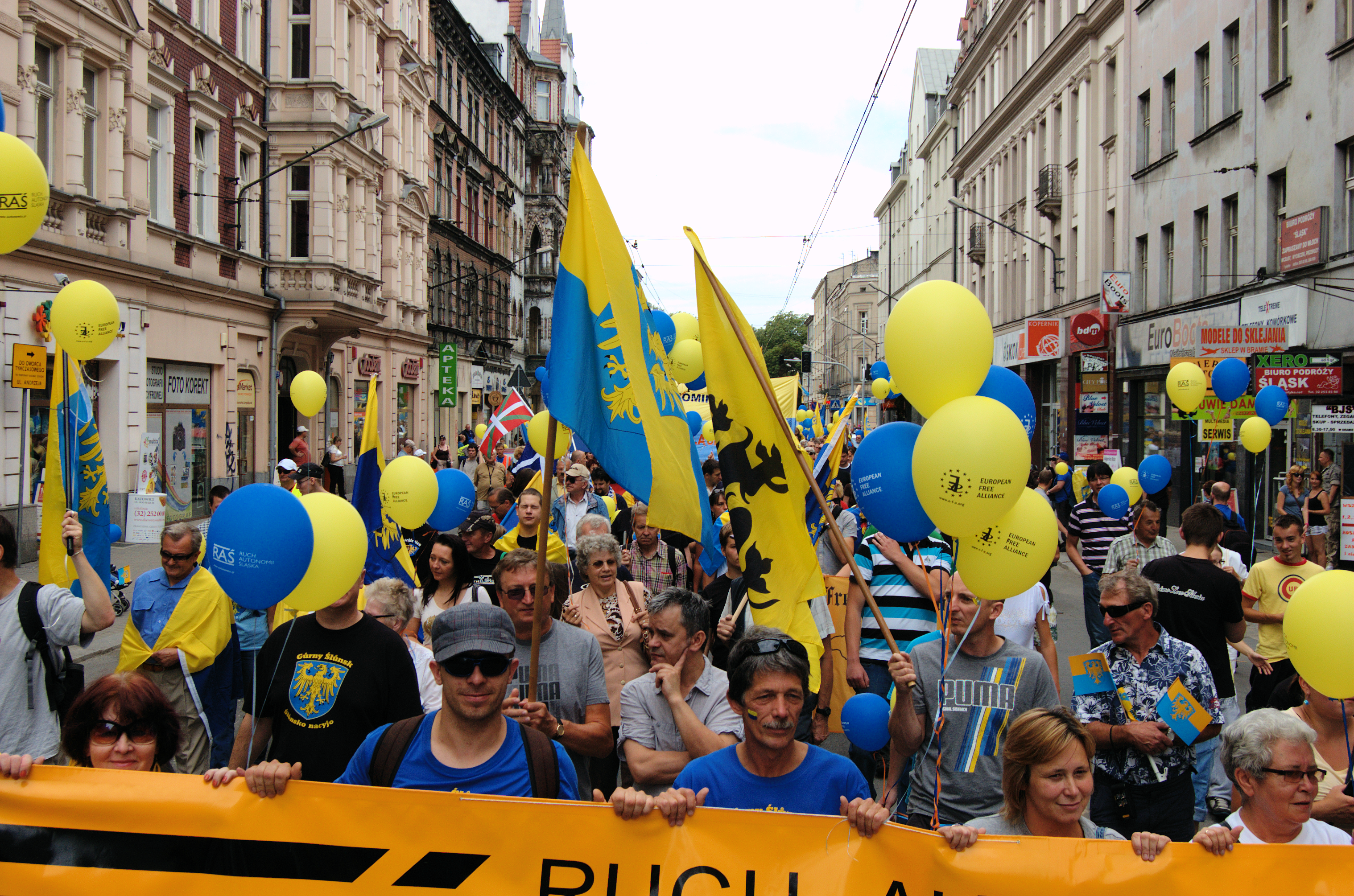
Pochod za autonomii Slezska v Katovicích v roce 2012

Proměny územního členění v polské části Horního Slezska

V období socialismu důraz byl kladen na rozvoj průmyslových oblastí Slezska. Po celé období Polské lidové republiky a ČSR se Horní Slezsko velmi silně rozvíjelo díky uhelným zdrojům, v polské části Horního Slezska se usadilo mnoho Poláků z různých částí Polska a mnoho Čechů z celého Československa se usadilo v Česká část.  Katovice prošly v 60. a 70. letech velkolepou výstavbou nového centra a měly punc města protežovaného a lépe zásobovaného nežli zbytek Polska. Katovická konurbace postupně srostla se sousední Dąbrowskou pánví, s níž poprvé v dějinách ležela v jedné administrativní jednotce. V oblasti – zkratkovitě nazývané Slezsko (Śląsk), což vedlo k vytvoření stereotypu „Slezsko = uhlí“ a mylnému zaměňování rozsáhlé historické země za jedinou aglomeraci na jejím okraji – vznikl nespočet nových sídlišť, ve kterých se usadili přistěhovalci z polského vnitrozemí. Ostrava si vydobyla přezdívku „ocelové srdce republiky“ a taktéž zažila masivní příliv obyvatel z celého Československa a velké urbanistické proměny. Na Ostravsku se usadilo mnoho lidí původem ze Slovenska včetně slovenských Romů, kteří nyní představují v některých obcích významnou menšinu. Mezi stotisícová města se díky rozvoji průmyslu a přílivu nových obyvatel zařadily Rybnik a Bílsko-Bělá. Havířov, Tychy a Jastrzębie-Zdrój jsou příklady satelitních měst vystavěných na zelené louce pro zaměstnance těžkého průmyslu, částečně v duchu socialistického realismu.
Stinnou stránkou reálněsocialistického vývoje byla snaha o kulturní zglajchšaltování Horního Slezska, potírání regionálních odlišností, překrucování historie, které někdy vedlo i k cílenému ničení historických památek („německých“ a „kapitalistických“). Zatímco se stavěla nová města a sídliště, mnohá v souvislosti s těžbou také zanikla, například původní Karviná.
Ekonomická transformace po roce 1989 vedla k uzavření mnoha průmyslových podniků ve Slezsku a uvrhla industriální města do dlouhodobé krize. Na Ostravsku a v katovické konurbaci vznikla řada sociálně vyloučených lokalit. Míra nezaměstnanosti činila příkladmo v Bytomi v roce 2002 25,0 %. Toto město vešlo na přelomu století do obecného povědomí v Polsku jako jeden ze symbolů nezvládnutých reforem. Situace se začala postupně zlepšovat po vstupu Polska a Česka do Evropské unie, byť některé strukturální problémy v postižených oblastech přetrvávají.
Na druhou stranu uvolnění politických poměrů přineslo zvýšený zájem o slezskou historii a kulturní dědictví regionu. O slovo se přihlásily menšiny v polském Horním Slezsku. Od roku 1990 aktivně působí v regionu německé kulturní spolky a politická reprezentace německé menšiny – strana Mniejszość Niemiecka – Deutsche Minderheit, která je v mnoha obcích Opolského vojvodství nejsilnějším uskupením. Ve 31 hornoslezských gminách platí nyní dvojjazyčnost. Při sčítání lidu v roce 2002 se k německé národnosti přihlásilo 138 737 osob v Opolském a Slezském vojvodství, v roce 2011 pak 113 782. Německou identitu v současnosti přijímají často potomci někdejších „Vasrpoláků“ a Moravců, jejichž rodnou řečí není němčina, nýbrž slovanská nářečí, a jedná se tak především o projev regionální příslušnosti a vymezení se proti polské většině.
V počátcích 21. století zažívá svou renesancí slezské hnutí. V roce 2011 se ke slezské národnosti přihlásilo 847 tisíc polských občanů (847 tisíc z více než 4 milionů obyvatel polského Horního Slezska, tj. přes 15 % obyvatel Horního Slezska, ale většina se k ní hlásila současně s národností polskou, slezskou národnost jako jedinou deklarovalo asi 7 % obyvatel polské části Horního Slezska). V okrese Rybnik dosáhl podíl Slezanů dokonce 41,5 %, v Katovicích se za Slezany označilo 24,4 % obyvatel (výhradně nebo v kombinaci s jinou národností, hlavně v souvislosti s polskou národností). 529,4 tisíc osob uvedlo jako obcovací jazyk slezštinu (povětšinou společně s polským jazykem), která si razí cestu k tomu stát se dalším spisovným západoslovanským jazykem. Vychází v ní stále více knih, je stále více přítomná ve veřejném prostoru a v komunitě slezských aktivistů sílí snahy o její kodifikaci – prosazení jednotného pravopisu, vydání kompletního slovníku a vytvoření jazykového korpusu. Důležitým politickým tématem se stalo obnovení autonomie pro polskou část Horního Slezska, o něž od roku 1991 usiluje Hnutí za autonomii Slezska. Do roku 2021 klesl počet příslušníků slezské národností v Polsku na 585 700 a počet uživatelů slezského jazyka na 457 900 (z toho jen pro 53,3 tisíc to byl jediný obcovací jazyk).
V České republice se v roce 2021 ke slezské národnosti přihlásilo 30 451 osob, z toho 12 451 uvedlo slezskou národnost jako jedinou. Celkově 2,7 % obyvatel Českého Slezska se považovalo za Slezany v národnostním smyslu, přičemž v rámci Hlučínska 9,7 %.. V české části Těšínska žije téměř 30 tisíc příslušníků polské menšiny, která disponuje vyvinutou sítí škol s polským jazykem vyučovacím a kulturně-osvětových spolků. V obcích s více než 10% podílem Poláků (nejvíce v obci Hrádek – 31 %) platí dvojjazyčnost. Běžnou mluvou podstatné části obyvatel toho kraje je nehledě na národnostní deklarace (Poláci, Češi, Slezané a nevyhranění tustelocy) smíšené nářečí ponašymu založené na libovolném kombinování prvků češtiny, slezštiny, polštiny a slovenštiny.
Při správní reformě v Polsku v roce 1975 získalo status krajského města kromě Katovic a Opolí také Bílsko-Bělá. Část Horního Slezska byla připojena k Čenstochovskému vojvodství. Hranice těchto celků vůbec nerespektovaly historické a kulturní hranice Slezska. V roce 1998 byla nahrazena stávajícími vojvodstvími, která do značné míry navázala na členění v letech 1950–1975: Slezské se sídlem v Katovicích a Opolské se sídlem v Opolí. Ani jejich hranice neodpovídají Hornímu Slezsku v zemském smyslu. Československá a následně česká část Slezska byla od roku 1960 začleněna do Severomoravského kraje a při správní reformě v roce 2000 rozdělena mezi Olomoucký a Moravskoslezský kraj. Vstup Polska a Česka do Schengenského prostoru v roce 2007 výrazně přispěl k procesu opětovné integrace rozděleného regionu.

### Literatura

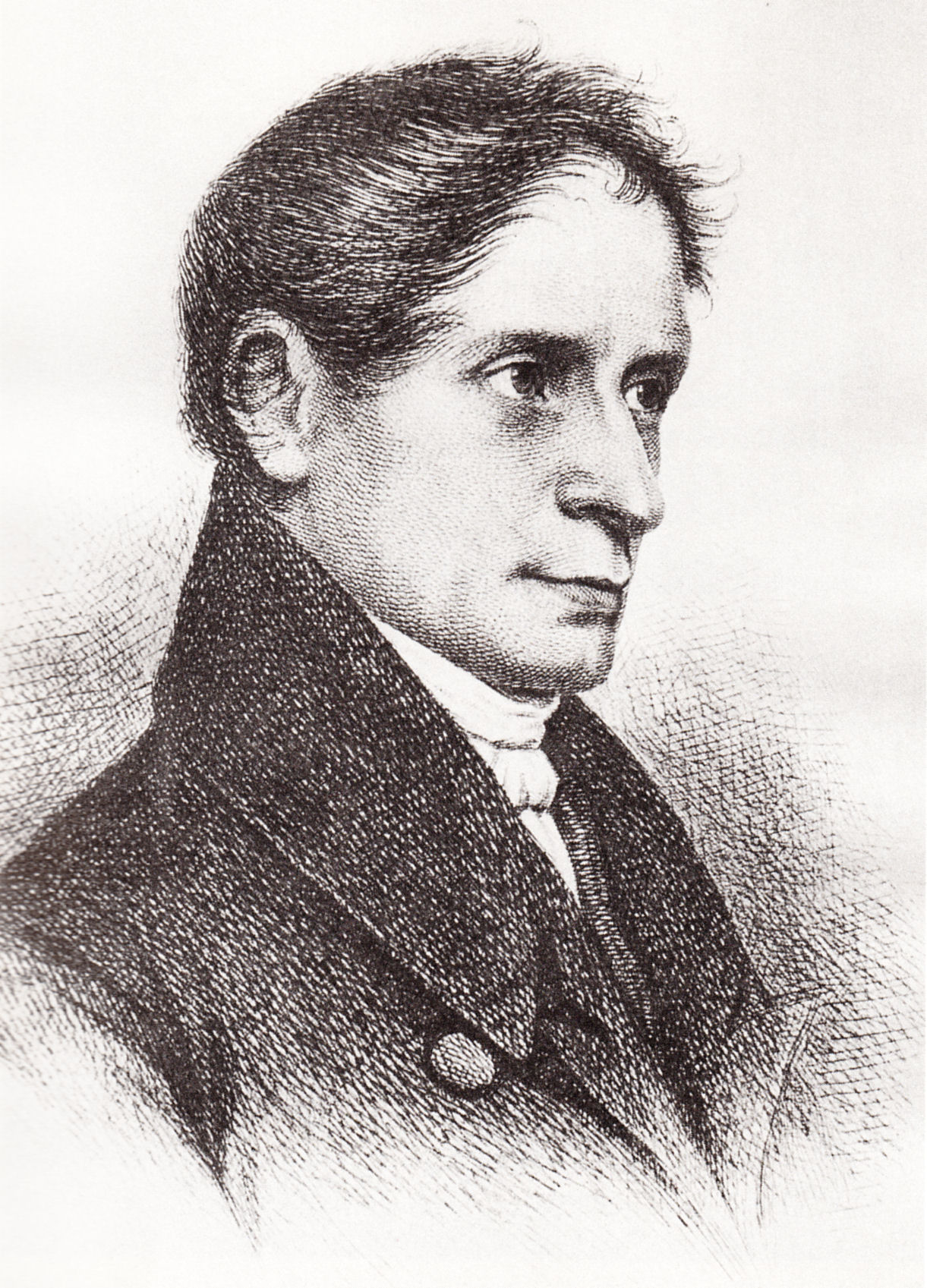
Joseph von Eichendorff

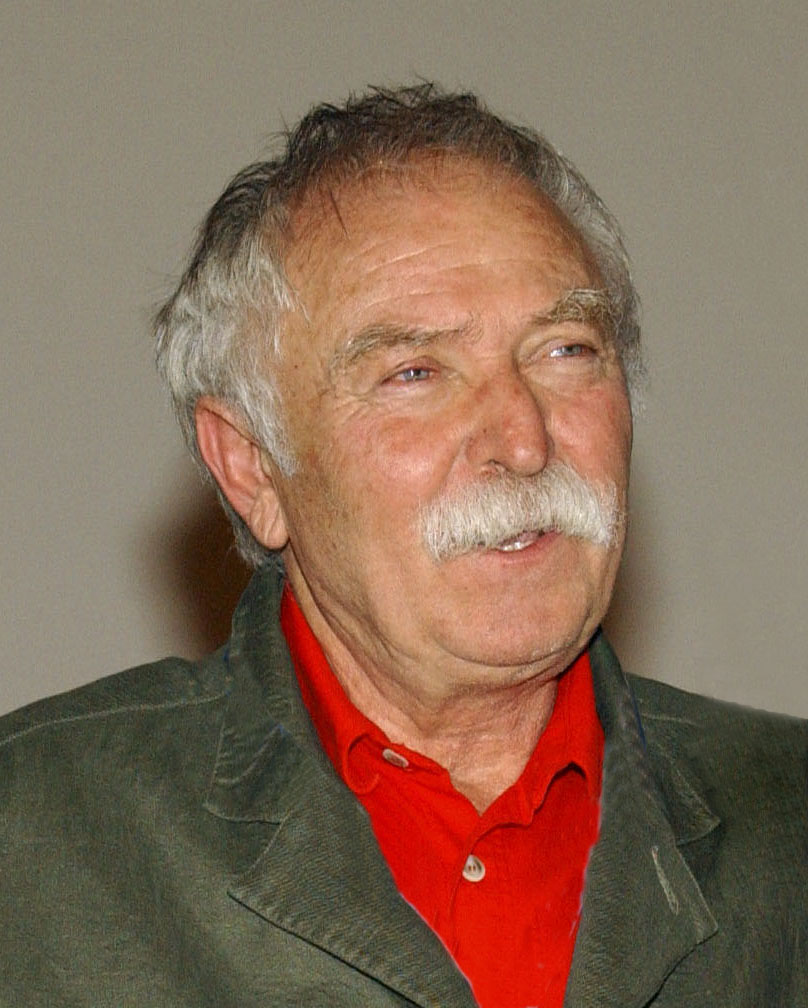
Janosch

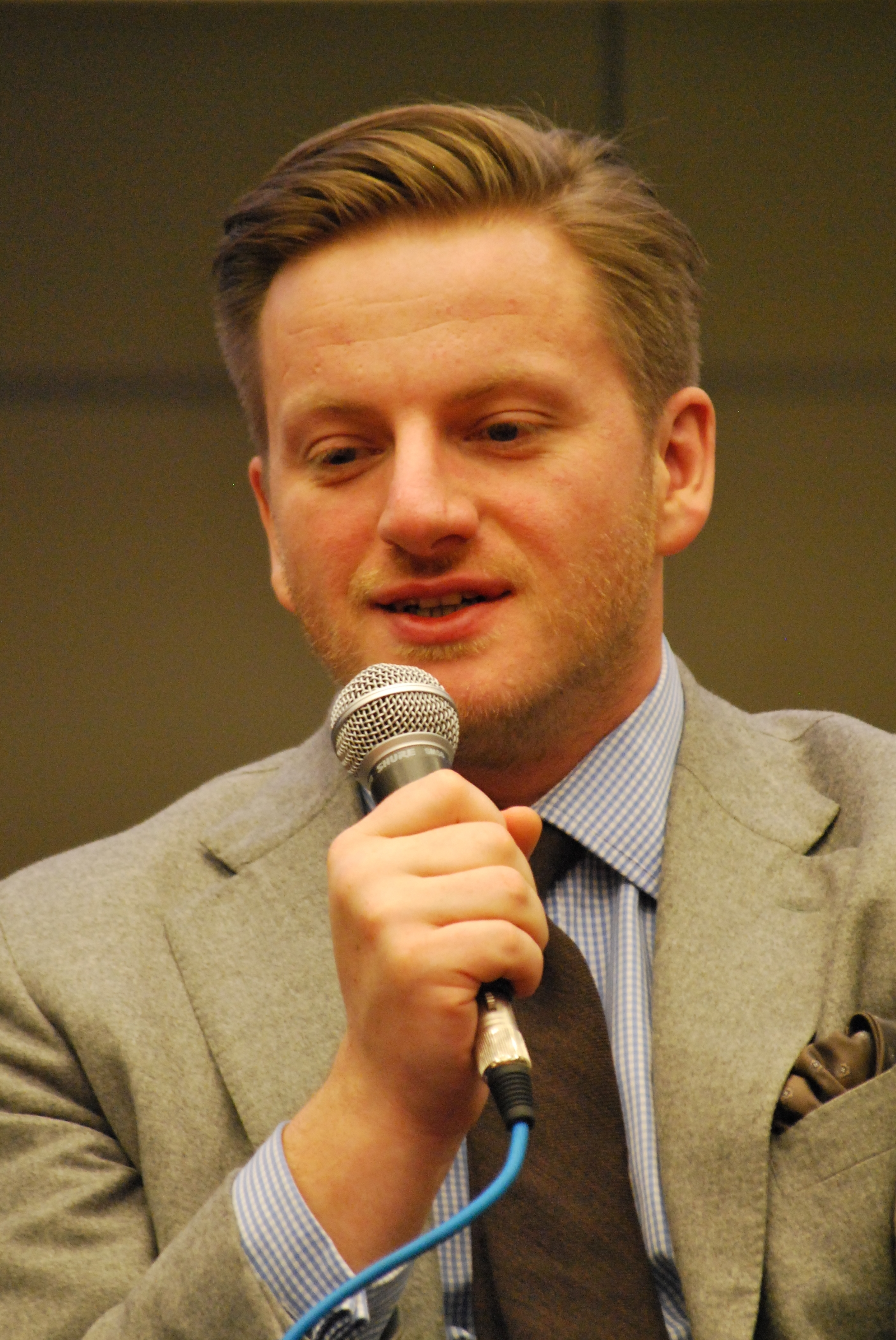
Szczepan Twardoch

## Rodáci z Horního Slezska

### Hudba

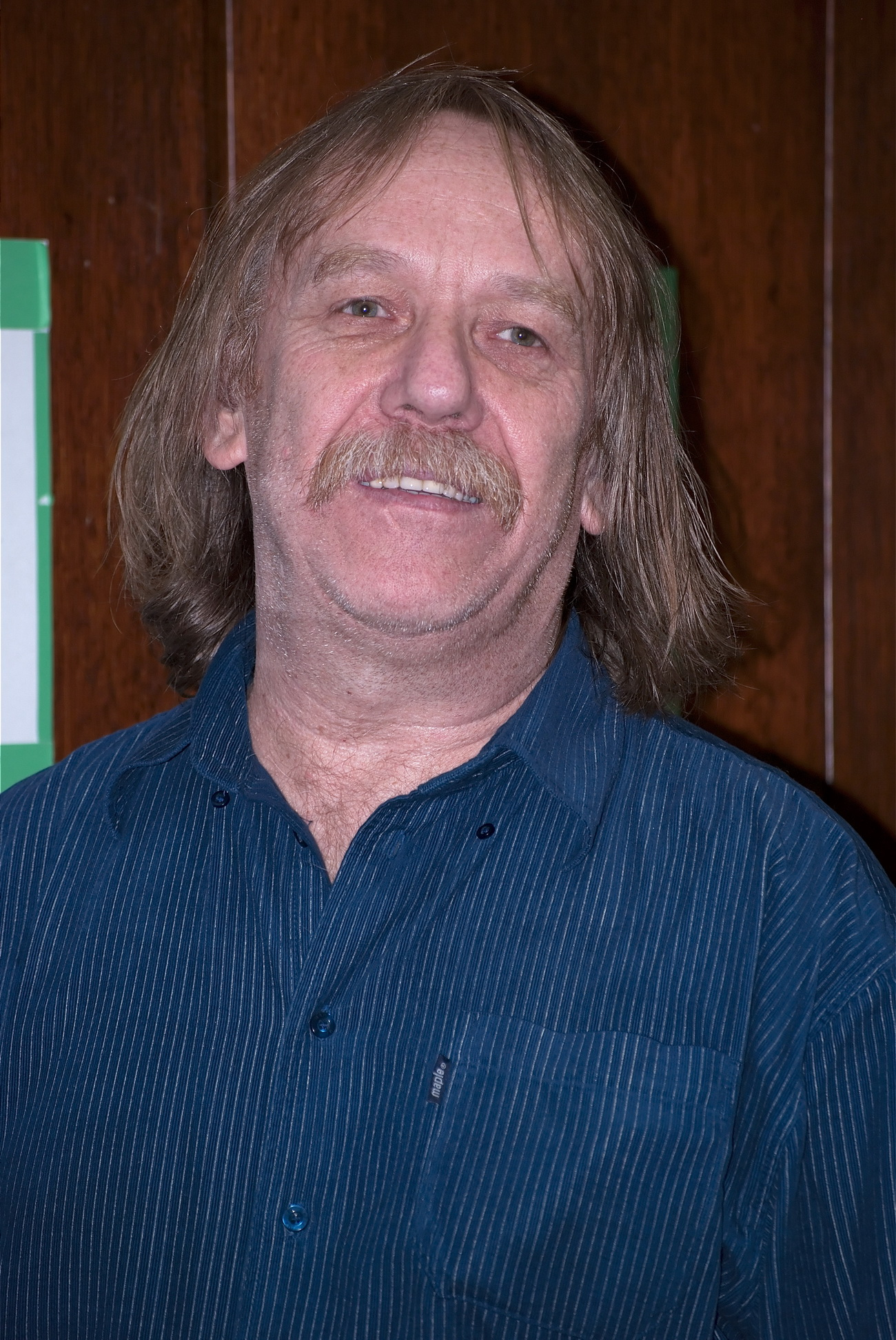
Jaromír Nohavica

Z Těšína pocházel houslista Max Rostal a skladatel Viktor Ullmann. V dnešním Grodkówě se narodil Józef Elsner, učitel Fryderyka Chopina. Holasovice u Opavy byly rodištěm Pavla Křížkovského. V Katovicích žili a působili skladatelé Henryk Górecki a Wojciech Kilar. Ze Zabrze pochází klávirista Krystian Zimerman.
Slezská reálie jsou častým námětem písniček ostravského rodáka Jaromíra Nohavicy. V Petřkovicích se narodila Hana Zagorová. Výraznou osobností české alternativní hudební scény je Iva Bittová z Bruntálu. Z Třince pochází Tomáš Klus, z Vendryně Ewa Farna, z ostravské městské části Hrušov Marie Rottrová a z Jeseníku Jaromír Švejdík známý pod pseudonymem Jaromír 99, frontman kapely Priessnitz a spoluautor komiksu Alois Nebel. V Ostravě byla Radkem Pastrňákem v roce 1986 založena populární kapela Buty. V Myslovicích vznikla roku 1992 rocková skupina Myslovitz v čele s Arturem Rojkem. Z Pačkova pochází Paweł Kukiz a z Čechovic-Dědic Stachursky. Katovice daly světu šlágrového zpěváka Krzysztofa Krawczyka, sousední Chořov bluesovou hvězdu Ryszarda Riedela.

### Film, divadlo a výtvarná umění

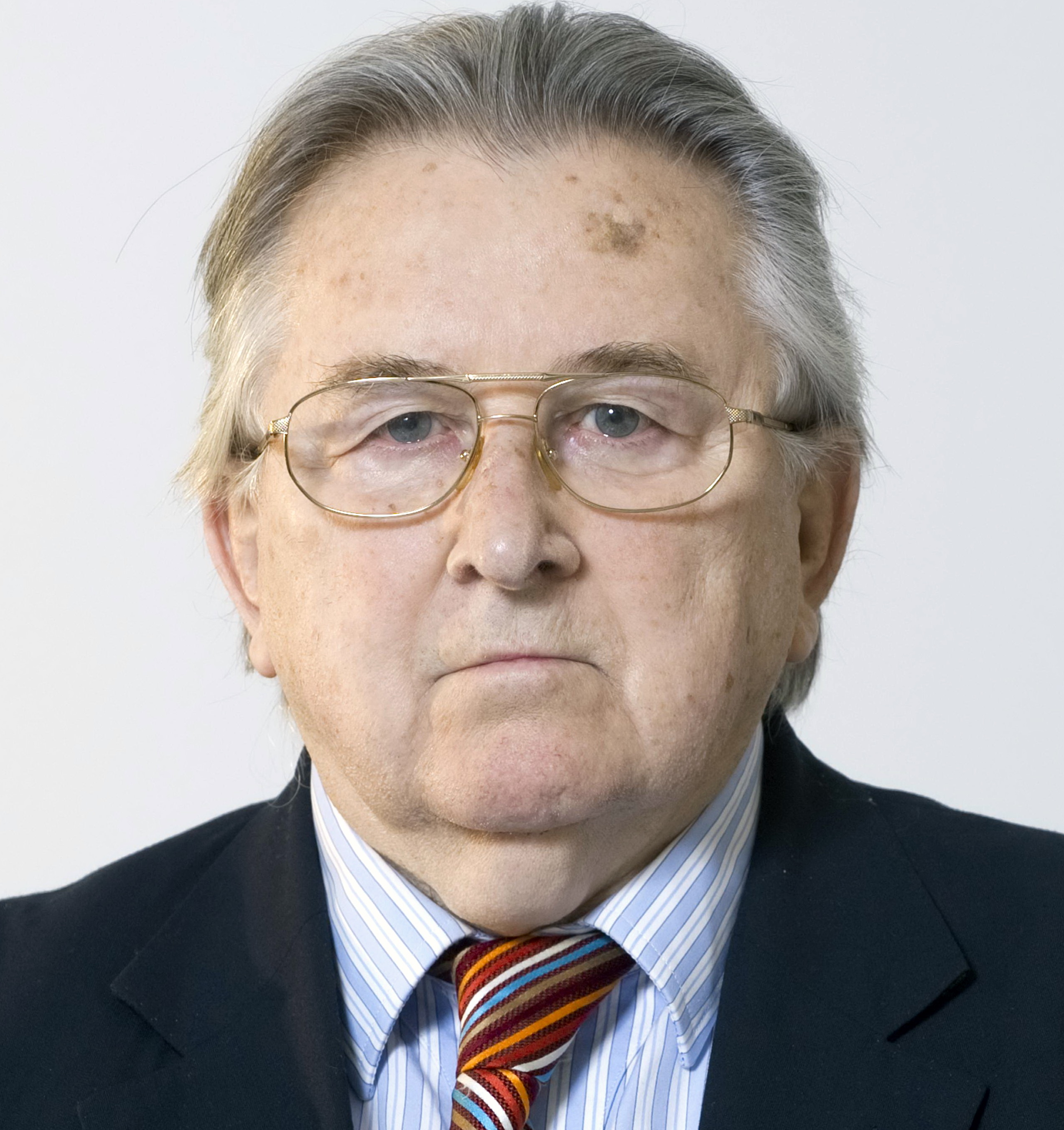
Kazimierz Kutz

Důležitým představitelem polské filmové školy byl Kazimierz Kutz ze Szopienic (nyní městská část Katovic), který natočil mj. filmovou trilogii na téma hornoslezské historie 20. století: Sůl černé země (Sól ziemi czarnej, 1969), Perla v koruně (Perła w koronie, 1971) a Jako korálky v růženci (Paciorki jednego różańca, 1979). Lech Majewski pochází z Katovic, Bohdan Sláma z Opavy. Věra Chytilová, režisérka české nové vlny, se narodila v Ostravě, stejně jako Radim Špaček. Bernhard Grzimek z Nisy natočil spolu se synem Michaelem dokumentární film Ráj divokých zvířat (Serengeti darf nicht sterben) o Národním parku Serengeti, který byl oceněn Oscarem v roce 1960.
V Opolí působil Jerzy Grotowski, významný experimentátor a reformátor divadelního projevu. Důležitou osobností současného slezského divadla je katovický herec, režisér a producent Robert Talarczyk.
Mezi populární soudobé německé herečky původem z Horního Slezska patří Judy Winterová z Friedlandu (Korfantów) a Hanna Schygulla z Chořova. Hvězdou německého kina první poloviny 20. století byl Willy Fritsch z Katovic. Z polských herců se ve Slezsku narodili mj. Marian Dziędziel (Gołkowice) a Franciszek Pieczka (Godów). Vlastimil Brodský pocházel z Hrušova, populárním ostravským hercem je Norbert Lichý.
Významnými hornoslezskými architekty byli Leopold Bauer z Krnova a opavský rodák Joseph Maria Olbrich, který patřil mezi čelné představitele Vídeňské secese.
Z Katovic pocházel surrealistický malíř Hans Bellmer. Janowská skupina byla skupina naivních umělců z katovické městské části Janów-Nikiszowiec založená v roce 1946 kolem Teofila Ociepky. Mezi její členy patřili Ewald Gawlik, Erwin Sówka a Gerhard Urbanek.

### Věda

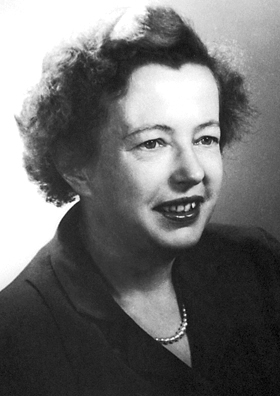
Maria Göppert-Mayer

Josef Božek z obce Běry u Bílska-Bělé zvaný „slezským Stephensonem“ je známý konstrukcí prvního parovozu ve Střední Evropě v roce 1815.
Nobelovu cenu za fyziku obdrželi Otto Stern z Žárova (1943), který objevil magnetický moment protonu a Maria Göppert-Mayer z Katovic za svůj výzkum atomového jádra (1964). Theodor Kaluza z Opolí byl spoluautorem Kaluzovy-Kleinovy teorie zahrnující polní rovnice v pětirozměrném prostoročasu.
Nositelem Nobelovy ceny za chemii byl Kurt Alder z Chořova (1950), objevitel syntézy dienů. Moritz Traube z Ratiboře poprvé navrhl použití chloru při dezinfekci pitné vody.
Za fyziologii a medicínu obdržel Nobelovu cenu Konrad Bloch z Nisy za vysvětlení mechanismu a způsobu regulace látkové přeměny cholesterolu a mastných kyselin (1964). Carla Wernickeho z Tarnovských Hor proslavil objev tzv. Wernickeovy oblasti v mozku zodpovědné za porozumění řeči. Kurt Goldstein z Katovic byl průkopníkem neuropsychologie a psychosomatiky, Vinzenz Priessnitz, zakladatel jesenických lázní, zase průkopníkem moderní hydroterapie. Oskar Troplowitz, vynálezce univerzálního krému Nivea, pocházel z Hlivic.
Zakladatel genetiky Gregor Mendel se narodil v Hynčicích na samém jižním okraji Slezska a vystudoval opavské gymnázium. Johann Dzierzon z Łowkowic u Kluczborku objevil partenogenezi u včel a je považován za „otce moderního včelařství“, na jeho počest bylo dolnoslezské město Rychbach v roce 1946 přejmenované na Dzierżoniów.
Richard Courant z Lublince položil matematické základy metody konečných prvků. V Pruském Jindřichově (Dziewiętlice) se narodil astronom a astrofyzik, popularizátor vědy v oblasti astronomie v Česku, Jiří Grygar.
Benno Landsberger byl významným asyriologem původem z Frýdku. Richard Pipes, historik specializující se na ruské dějiny a poradce prezidenta USA Ronalda Reagana, se narodil v Těšíně. Z Bílska-Bělé pochází izraelský politolog Šlomo Avineri (původním jménem Jerzy Wiener).

### Politika

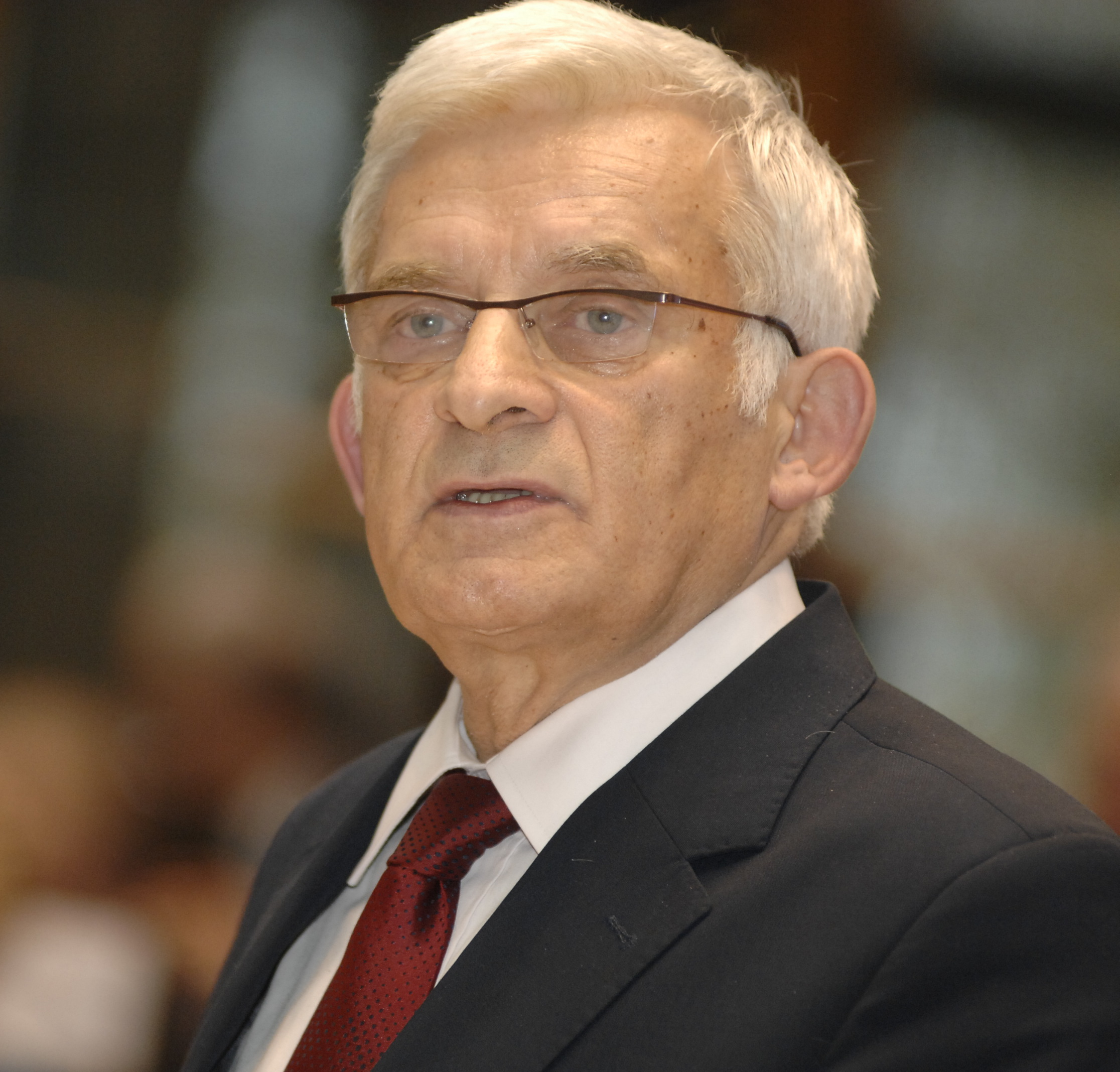
Jerzy Buzek

Hans Kudlich z Úvalna je známý jako „osvoboditel sedláků“, neboť během revolučního roku 1848 podal v rakouském Říšském sněmu návrh na zrušení poddanství.
Skočovský učitel Josef Koždoň (zakladatel Slezské lidové strany) a ratibořský právník Ewald Latacz byli na začátku 20. století hlavními ideology slezské národnosti a propagátory nezávislosti Horního Slezska po první světové válce. Z Bavorova pocházel Carl Ulitzka, tvůrce Katolické lidové strany Horního Slezska a taktéž zastánce nezávislosti. Lídrem moderního Hnutí autonomie Slezska je Jerzy Gorzelik z Katovic.
Mezi hlavní polské národní buditelé v Horním Slezsku patřili Wojciech Korfanty ze Siemianowic, Arka Bożek z Markowic, Józef Londzin ze Zábřeha a Paweł Stalmach z Bažanovic. Čelným českým buditelem Slezska byl František Sláma. Herbert Hupka z Ratiboře a Herbert Czaja z Těšína po mnoho let zastupovali německé vyhnance v Západním Německu, zatímco Henryk Kroll se stal po roce 1989 lídrem zůstavší německé menšiny.
Mezi prominentní nacisty patřil Kurt Daluege z Kluczborku, zastupující říšský protektor v Čechách a na Moravě v letech 1942–1943, a Hans Lammers z Lublince, šéf Říšské kanceláře po celých dvanáct let Hitlerovy vlády. Významným představitelem zahraničního československého protinacistického odboje a po únorovém převratu obětí komunistického režimu byl generál Heliodor Píka ze Štítiny.
Ve Smilovicích se narodil Jerzy Buzek, bývalý polský premiér a předseda Evropského parlamentu. Elżbieta Bieńkowská z Katovic působila jako komisařka pro vnitřní trh, průmysl, podnikání a malé a střední podniky v Junckerově evropské komisi. Český ministr kultury Lubomír Zaorálek ze slezské části Ostravy. LGBT aktivista Czeslaw Walek vyrůstal v Třinci, bývalý český prezidentský kandidát Jiří Drahoš v Jablunkově.

### Sport

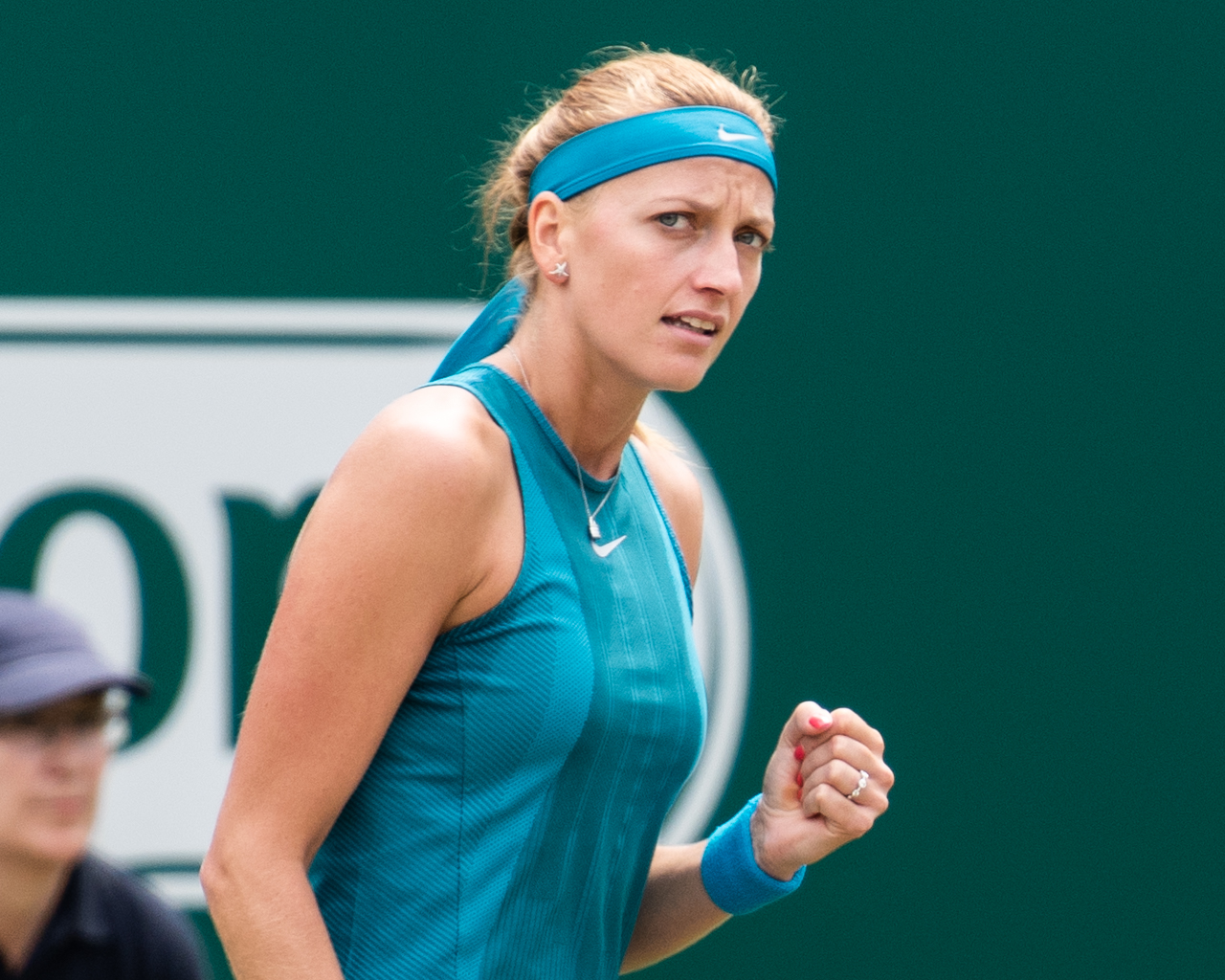
Petra Kvitová

Z Horního Slezska pocházejí slavní němečtí fotbalisté Miroslav Klose (z Opolí) a Lukas Podolski (z Hlivic). Legendou slezského fotbalu ve 30. a 40. letech 20. století byl katovický rodák Ernest Wilimowski hrající jak za polskou, tak za německou reprezentaci.
Jerzy Kukuczka z Katovic jako druhý člověk na světě zdolal všech 14 osmitisícovek. Z Visly pocházejí slavní skokani na lyžích: Adam Małysz a Piotr Żyła, z Bílovce tenistka Petra Kvitová, z Katovic hokejista Josef Kompalla.
Mnohonásobná medailistka v plavání Otylia Jędrzejczaková se narodila ve Slezské Rudě. Józef Schmidt z Bytomi jako první člověk na světě skočil v trojskoku více než 17 metrů.

## Významné pamětihodnosti

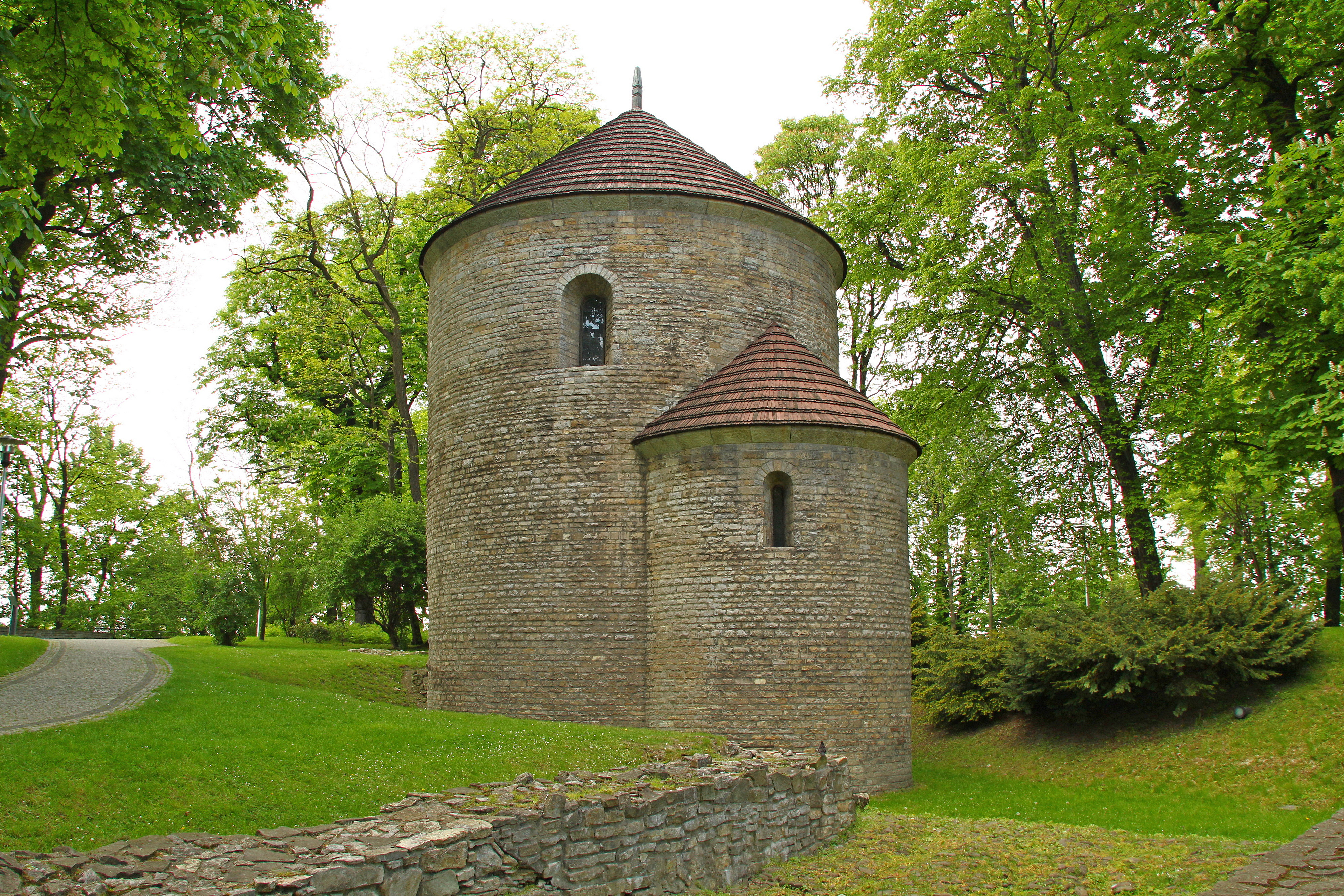
Románská rotunda v Těšíně

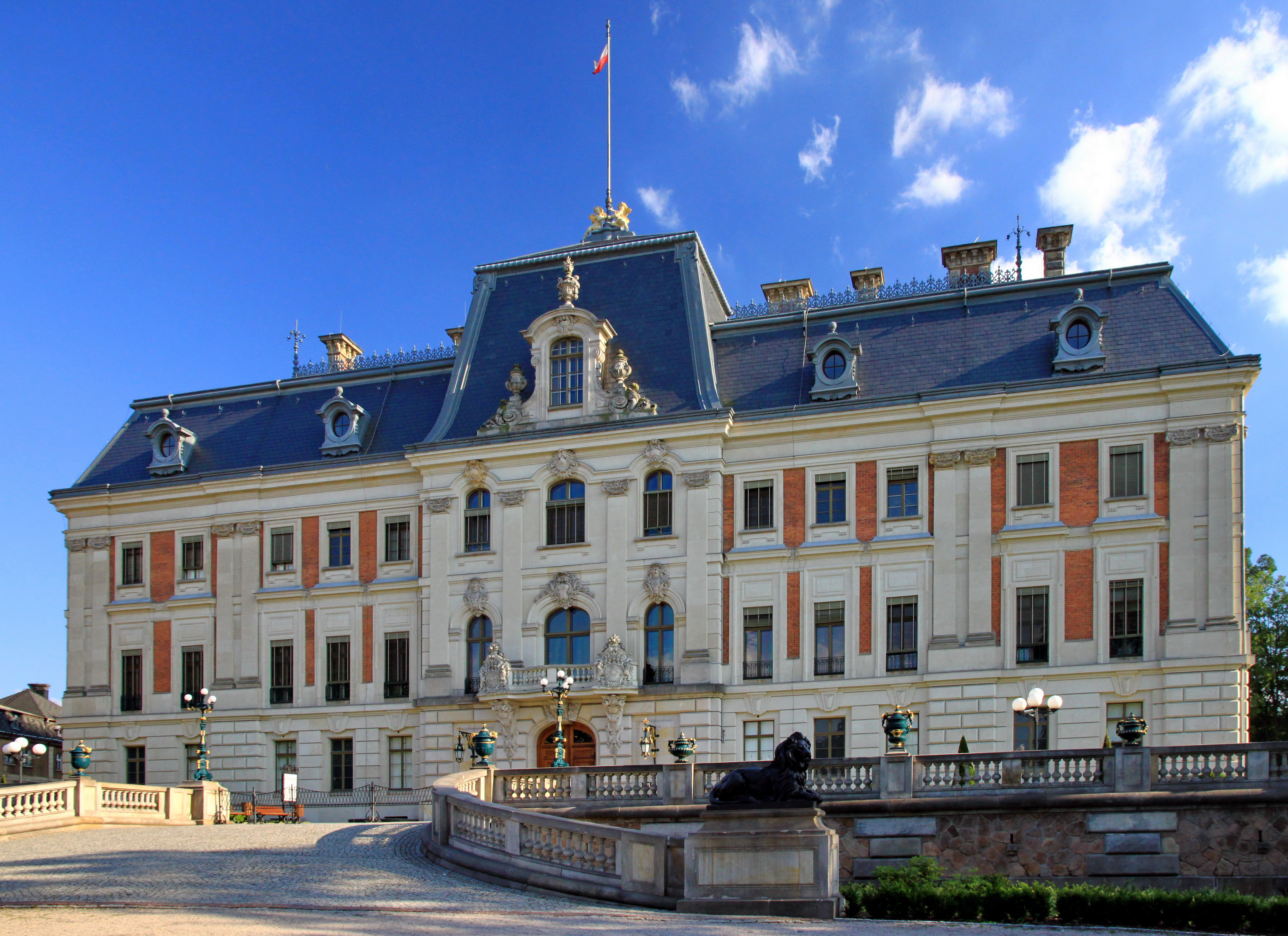
Zámek Pština

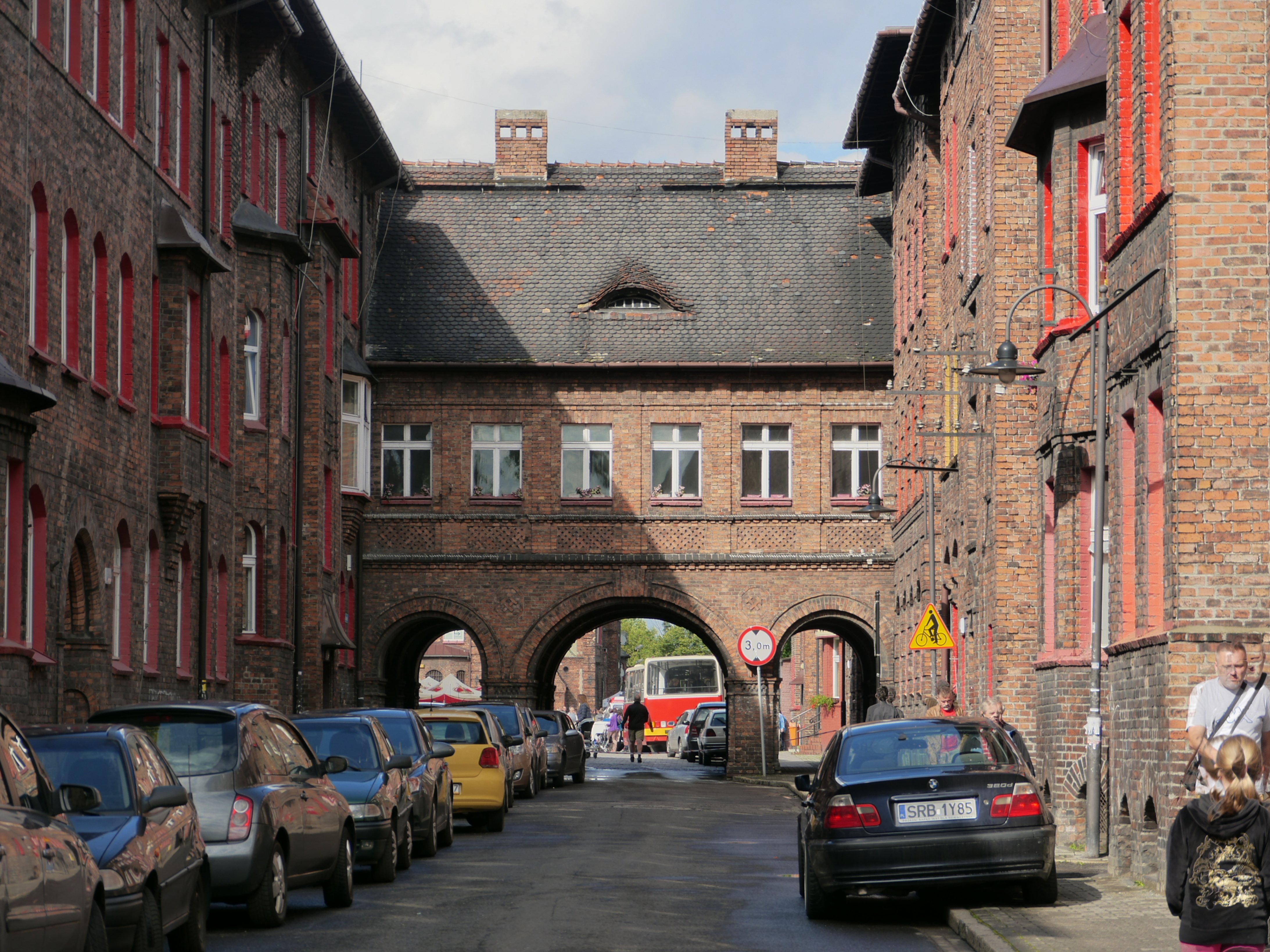
Nikiszowiec

- Dochované památky historických hornoslezských metropolí: Opavy, Opolí a Ratiboře
- Historické jádro Těšína včetně Zámeckého vrchu s románskou rotundou svatého Mikuláše a svatého Václava a „těšínských Benátek“
- Centrum Bílska-Bělé s převahou eklektické a secesní architektury nazývané „malou Vídní“
- Funkcionalistické Jižní centrum Katovic včetně budovy Slezského sněmu
- Nikiszowiec a další historické dělnické kolonie s tzv. familoky
- Socrealistické urbanistické komplexy v Havířově, Ostravě-Porubě a Tychách
- Lázeňské obce Jeseník, Karlova Studánka, Ustroň a Goczałkowice-Zdrój
- Středověké opevnění Pačkova
- Zámecké komplexy Bruntál, Hradec nad Moravicí a Pština (Pszczyna)
- Romantický zámek Moszna
- Luteránské památky Těšínska:
  - Ježíšův kostel v Těšíně, jeden z tzv. kostelů milosti z roku 1709
  - Bílský Sijón s kostelem Spasitele a pomníkem Martina Luthera (jediným v dnešním Polsku)
  - Lesní kostely v Beskydech – místa tajných evangelických bohoslužeb v době rekatolizace
- Poutní místa Hora Svaté Anny a Slezské Pěkary
- Cisterciácký klášter Rudy
- Technické památky Hornoslezské uhelné pánve:
  - Landek Park a důl Michal v Ostravě[pozn. 3]
  - Důl Guido a hornický skanzen Královna Luisa v Zabrzi
- Stříbrné, olověné a zinkové doly v Tarnovských Horách a jejich vodohospodářský systém (zapsané na seznam Světového dědictví UNESCO)
- Slezský park v Chořově
- Skanzeny dřevěné architektury v Chořově, Pštině a Opolí